# Gメン'75
『Gメン✪75』（ジーメンななじゅうご）は、1975年5月24日から1982年4月3日まで毎週土曜日21:00 - 21:54にTBSで放送されていた刑事ドラマ。全355話。
映像上の題名はGMEN✪75。

## 番組ができるまで
本作は国際警察の秘密捜査官グループが主役のキイハンターに端を発し、探偵学校の校長とその生徒たちが主役のアイフル大作戦、探偵社メンバーが主役のバーディー大作戦と続いたTBS系土曜夜9時枠・東映製作によるアクションドラマ路線の4作目に当たる。
キイハンター、アイフル大作戦、バーディー大作戦までの3作と違い、登場人物の葛藤や悲哀、緊張感に満ちた心理描写や、社会性を強調した重厚かつ先の読めない人間ドラマをコンセプトとしたハードボイルド刑事ドラマとして製作された。路線変更の中心となったのはキイハンター以降、TBS土曜夜9時枠のアクションドラマを手掛けてきた東映のプロデューサー・近藤照男であった。近藤はもともとシリアスで社会派のハードボイルド志向が高く、単なるアクションドラマではなく重厚かつ完成度の高いドラマ性を加味した作品を作ることを目指しており、キイハンターからバーディー大作戦までは本来近藤が求める路線ではなかった。キイハンターは当初半年間（26回）放映予定のはずが、爆発的なヒットを飛ばして5年間のロングランとなり、続くアイフル大作戦もキイハンターほどではないが安定した人気と視聴率を獲得した。しかし次のバーディー大作戦が視聴率的に苦戦していたことが転機となり、バーディー大作戦の問題点を含めて、次回作の方向性などについて、スタッフと議論を重ねたという。そればかりでなく、オイルショックに伴う1970年代中期の世情不安を反映した登場人物の苦悩や悲哀、重厚かつ陰惨な社会派の人間ドラマを求められるようになったことが、本作の企画に大きく影響し、当時の世相や状況も近藤をはじめとするスタッフを奮い立てる要因となった。事実、バーディー大作戦も終盤の頃になると前半のようなコミカルタッチなエピソードはほとんど無くなり、シリアスなエピソードが連作され、作風もGメンに近いものになっていった。「75」は放送当時1975年だったため付けられた。
企画書を書いた脚本家・高久進の証言では、バーディー大作戦』終了後に残されたTBSとの契約期間（1975年5月 - 9月までの19話分）を埋める目的で本作の企画は開始しており、高久は短期間での終了を逆手にとって当時愛読していたフレデリック・フォーサイス風の企画書や脚本を執筆したところ、予想外の高視聴率を得て1975年10月以降の延長が決まるほどの人気番組になった。1970年代後半には、同じTBS系列の8時だョ!全員集合の次番組として高視聴率を獲得し、また裏番組の大江戸捜査網（テレビ東京系列）と並んで土曜21時台を代表する番組となった。

## 内容
警視庁本部から独立した特別潜入捜査班　Gメン（正式部署名は警視庁Gメン本部で黒木警視（後に警視正）を本部長として、5人から6人が所属している。Gメンとのパイプ役として、警視庁側に小田切警視、南雲警視や津村冴子警部補がいる）が国内犯罪から国際犯罪まで様々な事件を解決していくハードボイルドドラマである。
Gメン設立の発端は、アメリカのシンジケート・コーザ・ノストラが絡む密輸事件に警視庁の現職警部が絡んでいたこと。警察庁は自衛と対国民PRのため警察の中の警察ともいえるスペシャリスト捜査グループ設立を計画。密輸事件を解決した捜査一課の黒木警視をはじめとする警視庁捜査員に再度試練を与え、事件を解決できたことを持って正式発令とした。
一切の個人的感情を捨てて非情な捜査に命を懸けるGメンたちの宿命や、さまざまな凶悪犯罪に虐げられる力なき市民の悲劇を、陰惨かつ悲惨に描く。
潜入捜査に始まり、沖縄米軍基地問題、交通遺児、江川事件、安楽死、成田空港問題、200海里問題、ロッキード事件など世相を絡ませた社会派の話や、些細な偶然から転落した犯罪者の話などバラエティーに富んでいたが、次第に警察官が関与する犯罪を扱うことが多くなり、不当捜査・でっち上げなど警察署内の腐敗に挑むなど、「警察の中の警察」というカラーが強くなっていった。また、香港を根城に置く犯罪組織との対決を描いた「香港カラテシリーズ」に代表される海外ロケ編や、アクションを前面に押し出したハードアクションシリーズ、スカイアクションシリーズ、長野県の架空の町・黒谷町を舞台としたホラー色の強い「黒谷町シリーズ」などがあり、視聴者を飽きさせないイベント性も効果的に打ち出していた。
Gメンの組織もデスクワークなど警察らしい日常要素はなく、取調べも地下室の射撃場という徹底ぶりであった。題名の75は番組が開始した1975年に因んだ。

## タイトルバック
陽炎が立ちこめる中、メンバーが滑走路を横一列に歩く構図と各人のアップを映したタイトルバック（なお、この“75番滑走路”は実際には存在しない。詳しくは滑走路#滑走路の命名法を参照）、バックに流れる菊池俊輔作曲の「Gメン'75のテーマ」（後述の通り後に変更）、そして芥川隆行による、ハードボイルド Gメン'75　熱い心を強い意志で包んだ人間たちのナレーションは視聴者に強烈な印象を与えた（市販のサントラにはこのナレーションは収録されていない）。
タイトルバックで有名なシーンは、当初は羽田空港での撮影が予定されていたが、撮影許可が下りなかったため、東京都品川区八潮5丁目の道路や海上自衛隊館山航空基地の滑走路で行われた。また丹波哲郎は「この撮影で一番多かったのは木更津だった」と話している。路上の白文字は、白く塗ったベニヤ板を並べることで作られていた。
なお、本作の新番組予告編では、次のようなこの時限りのナレーションが使われ、7人が75滑走路をオープニングとは異なる衣装で談笑しながら歩行するシーンにあわせ、レギュラー出演者がそれぞれのキャッチフレーズと共に紹介されていた。
- ハードボイルド Gメン'75　熱い心を強い意志で包んだ人間たち
- ビッグな男・ゴッドファザー・丹波哲郎
- ガッツな男・原田大二郎
- ハッスルする男・岡本富士太
- パッショナブルな女[4]・藤田美保子
- ハードな男・倉田保昭
- コミカルな男・藤木悠
- クールな男・夏木陽介
- 俺達は都会の狼だ。狙う獲物は太った虎・腐りきったライオンだ。俺達は都会の食肉獣を追い詰める。俺達はコンクリートジャングルをのさばる悪をつぶす。俺達は夜の掟の下に戦う狼なのだ。Gメン'75

このオープニングタイトルは、当時東映の社員監督だった小林義明が演出。以後、メンバーチェンジごとに新しくオープニング映像が撮影されるとともに、75滑走路のデザインも下記の通り順次変化している。

### 滑走路のデザイン
- 3車線の道路・75の左側に↑[注 3]

- 滑走路・75の左側に↑[注 4]

- 滑走路・75の上側に↓[注 5]

- 滑走路・75の下側に↑[注 6]

- 滑走路・75の下側に↑[注 7]

- 滑走路・75の下側に↑[注 8]

- 滑走路・75の下側に↑[注 9]

## 出演者
- 黒木警視→警視正[注 10]：丹波哲郎[注 11]
- 関屋警部補：原田大二郎[注 12]
- 草野刑事：倉田保昭[注 13]
- 津坂刑事：岡本富士太[注 14]
- 響圭子刑事：藤田美保子[注 15]
- 山田刑事：藤木悠[注 16]
- 小田切警視：夏木陽介[注 17]
- 立花警部補→警部[注 18]：若林豪[注 19]
- 中屋刑事→警部補[注 20]：伊吹剛[注 21]
- 速水涼子刑事：森マリア[注 22]
- 津川螢子警部補：夏木マリ[注 23]
- 村井刑事：有希俊彦[注 24]
- 田口刑事：千葉裕[注 25]
- 島谷刑事：宮内洋[注 26]
- 南雲警視：川津祐介[注 27]
- 吹雪杏子刑事：中島はるみ[注 28]
- 草鹿刑事：鹿賀丈史[注 29]
- マリコ・寺岡刑事：セーラ・ロウエル[注 30]
- 賀川陽子刑事：范文雀[注 31]
- 津村冴子警部補：江波杏子[注 32]
- 古田刑事：谷村昌彦[注 33]
- 風間刑事：藤川清彦[注 34]

## 登場人物の詳細
レギュラーの役名について、女性はフルネームがオープニングなどに表示されるが、男性は名字のみ表示される。そのため、2名の男性(草鹿、古田)についてはフルネームが判明していない。
黒木警視→警視正
(演：丹波哲郎)
フルネームは黒木哲也。警視庁のエリート。スチュワーデス殺しに端を発した国際犯罪組織の捜査にあたっていた4人の刑事と偶然鉢合わせとなった2人の刑事を集め、Gメンを編成。その指揮官となる。
戦時中は海軍航空隊の戦闘機（零戦）乗りで、終戦後警察官になる。彼はキャリアの小田切警視とは違い、ノンキャリアで現場一筋のたたき上げだが、数々の難事件を解決した功績が認められて警視、警視正に昇進しGメンのボスとなった。
めったに現場に出ることはないが、的確な指示で、メンバーたちをまとめる。普段は温厚な人格者であるが、凶悪犯には容赦がなく、特に地下取調室に現れると被疑者への殴打、防弾チョッキを着させての心臓めがけての発砲、脅迫など、かなり過激な捜査思想の持ち主でもある。
最後は、過去にパリの娼婦殺しで逮捕した譲治（演：谷隼人）とリサ（演：岡まゆみ）の父田宮寅松（演：梅津栄）が10年後に誤認逮捕だったことが分かり窮地に立たされたが、「人を裁く者はいつか自分も裁かれる」という信念を抱いて、事実から目を背けずに決着をつけた。
『キイハンター』で丹波が演じた役名は、黒木鉄也である。
関屋警部補（演：原田大二郎）
フルネームは関屋一郎。元警視庁捜査第一課。
やや暴走しがちで、黒木から万年警部補と揶揄されるが、第1話「エアポート捜査線」において恋人(演：田中真理)をその兄である先輩刑事朝倉警部(演：川地民夫)に殺される事件を経て、Gメン創設に参加。
第33話「1月3日 関屋警部補・殉職」において、犯人である遊佐哲次（演：溝口舜亮）と壮絶な撃ち合いの末、相撃ちになり殉職。生年月日は1943年5月14日。この演出の原案は、演じた原田本人が監督に、「撃ち合いになり、犯人は死んだが、関屋は死ななかった。…ように見せて、あとからばたっと倒れると、背中の後ろには、真っ赤な血しぶきがってのはどうです？弾丸は、入る時は小さいけれど、中でぐるぐると大きく穴を空けるんですよ。どうですか？って言ったら、監督が、おぉ大ちゃんそれ行こうってなって」ということを、原田はDVDBOXの特典映像と、DVDコレクションのインタビューでも語っていることから、この演出によほど自信があったものと思われる。
草野刑事（演：倉田保昭）
フルネームは草野泰明。(第31話「男と女のいる　特急便」の冒頭、草野が見せる運転免許証の氏名は「草野健一」になっている）元警視庁捜査第四課刑事(巡査長)。関屋が追っていたバスジャック犯を発作的に追跡したのがGメン参加のきっかけとなった。
空手の使い手で、肉弾戦においてはメンバー中最強。その腕で、香港の麻薬組織を2つほど潰している。
第201話と第202話で、真の生い立ちは汪雲龍という名の中国人であることが判明し、組織の手に落ちた父(演；横森久)を救出するためGメンを辞し組織に潜入、組織を壊滅するも父を失い日本にも帰るべき場所を失った彼は現地の難民たちとともに生きていく道を選び、香港の街の中に消えて行った。
津坂刑事（演：岡本富士太）
フルネームは津坂真一。黒木とはGメン設立以前から面識があり、捜査第一課では関屋警部補の部下(巡査)で共に捜査活動していた。
当初は寡黙であったが、次第に熱血漢な面が強調されていく。第104話「77.5.14津坂刑事殉職」において、15年前殉職した元巡査の父親の敵である犯人平松清一（演：小池栄）を暴走トラックで即死させ、共犯でもある運送会社社長の石塚（演：小瀬格）を時効直前に追い詰めるが、相撃ちとなり殉職。
なお、Gメンにおいては7年間のテレビシリーズを通して、殉職者は関屋と津坂の2名のみである。
響圭子刑事（演：藤田美保子）
元警察庁外事課所属で、第1話「エアポート捜査線」において黒木の密命で潜入調査にあたっていたところを関屋たちと合流する(巡査相当階級。)。
沖縄編では、同じ日本人であるにもかかわらず、沖縄の状況を理解していない内地の人間として、憎しみや悲しみのはけ口とされる。また、自分にあこがれる女子高生、三浦春子（演：遠藤真理子）を、正義感を説いたために殺されてしまうなど、多くの苦悩に直面する。
第103話「また逢う日まで響圭子刑事」で、おとり捜査の対象として選んだ藤波リサ（演：鶴間エリ）が殺害され、責任を感じ、真犯人(被疑者)を追い詰めるが、すんでのところで犯人は出国。インターポールへ転属という形で、真犯人を追い詰めるために、Gメンを去る。
山田刑事（演：藤木悠）
フルネームは山田八兵衛。元警視庁捜査第三課のスリ・万引き担当(巡査部長)。犯人の連行中に鉢合わせとなった草野と共にバスジャック犯を追い、また草野と一緒に尾行していたスリがそのバスジャック犯と関わりがあったことから黒木たちと関わりを持つ。
関屋や草野には｢オッサン｣と呼ばれ、登場時は42歳との設定であった。後にニックネーム的になり、自ら｢オッサン｣と名乗る様になり、津坂、響にも｢オッサン｣と親しみを込めて呼ばれる様になる。かなり歳の離れた弟がいる。
第204話「ミスター・ブー殺人事件」で覚醒剤撲滅を訴える城西警察署署長、今西警視正（演：小池朝雄）が覚醒剤に手を出してしまった息子の晴夫（演：頭師佳孝）のことで心を痛め自決を図ろうとするが、それを必死に止めるなど、強面でハードボイルドな雰囲気を持ったGメンの中でも人情家として描かれた。その際、今西警視正の要望により、城西署に転属することになり、Gメンを去った。
小田切警視（演：夏木陽介）
フルネームは小田切憲。警視庁の本庁捜査第一課所属で、新設したGメン本部との初代連絡係官に着任した。警視庁の本庁とGメン本部との架け橋として活躍する。
マフィアのボスからも警視庁キャリア警察官きっての切れ者と一目置かれている。語学堪能であり、フランスに出向した際などは流暢なフランス語で捜査を円滑に進める。黒木が警視正に昇任するまでは、階級が同じ警視であり、二人がタメ口で会話をする場面が多々見られた。
父親も警察官（村の巡査．但し年齢から巡査長以上の階級の筈である）であったが、実は過去に冤罪事件を起こしており、死んだ父に代わって無実を証明するために奔走するなど、熱い面も持つ。第222話「大暴走!バスジャック」・第223話「バスジャック対四人の狙撃者」で警視庁が新設した特殊狙撃部隊の隊長に就任し陣頭指揮を取ったのを最後にGメン連絡係官を離任。
立花警部補
(演：若林豪)
フルネームは立花吾郎。元警視庁捜査第一課。
妻秋子（演：抻野欧子）と1歳の息子明（演：加瀬悦孝）を逃走中の銀行強盗のギャング団に轢き殺され、その強盗団の被疑者が妹桐子（演：岩本多代）の夫でもあり身内でもある警察庁外事課折口係官（演：中野誠也）を含む警察ルートであることが発覚し、立花警部補は捜査から外れるよう命じられる。しかし辞職覚悟で抗命し逃亡先の香港に出向。その後、捜査線はマカオに及ぶ。妹夫婦も真犯人の中原署刑事課捜査第四係刑事鶴見被疑者（演：中田博久）にマカオで殺害され、最後は立花が鶴見巡査長を射殺し、妻子の仇をとった。この事件を経てGメンに転入。Gメンを強いリーダーシップで統率した。
警部昇任後、黒谷町で後に再婚する片桐ちぐさ（演：島かおり）と出会うが、彼女は一方的に求婚する変質者に眼を傷付けられて失明し、Gメン史上最悪の凶悪犯、望月源治（演：蟹江敬三）からも襲われ危機に陥るも、命がけで彼女を守りきった。また、警視庁の三羽烏と言われるほどの射撃技術（旋回しているヘリにぶら下がった中屋刑事の綱を打ち抜ける腕前を持つ）の持ち主であるが、黒谷町シリーズでは肉弾戦の強さや、手斧で大腿部を深く抉られながらも源治を追走するなど精神力のタフさも発揮。
部下に対しては厳しい、鬼軍曹的存在で（口癖は「甘ったれるな!」）、特に職務上の不始末は、たとえ命の危険があろうとも必ず本人に決着をつけさせる主義である。そのため「夜叉」と陰口を叩かれることもあるが、速水刑事が拳銃を盗まれ、盗まれた拳銃で警官が射殺される大失態を犯した際、速水刑事の停職処分を申請しようとした黒木を必死で思い留まらせるなど、部下を思うがゆえに厳しく接する人柄である。
父親は元警視庁捜査第一課長で定年退職するまでの間1度も誤認逮捕したことがないと第355話で立花が上司の黒木へ語っている。
なお、演じる若林豪は第4話「殺し屋刑事」と第80話「暗闇の密室殺人」にゲスト出演しており、各々の役名は紅林刑事と河原警部(愛称:鬼瓦)である。
中屋刑事
(演：伊吹剛)
フルネームは中屋武。長野県千曲市出身（放送当時は架空）。
元々は捜査第一課・立花警部補の部下の巡査部長で立花を追うように香港入りしたのがきっかけでGメンに転入。違法不正薬物の売人に恋人を殺害された経験があり、違法不正薬物を強く憎んでいる。
柔道を得意とし、香港シリーズでは現地のマフィアに力業で立ち向かったパワーファイター。最初の香港の洗礼では、香港カラテを相手に得意の柔道が全く通じず大苦戦し、草野刑事の足を引っぱってしまうが、シリーズを重ねるにつれ、打撃や関節技を織り交ぜたり、勝ち目のない巨漢が相手の時には撤退したり、さらにはその巨漢を車で跳ね飛ばすなど、要領を得るようになると香港シリーズでの大きな戦力となった。熱血漢であるがゆえ、短気が禍してスタンドプレーに走り黒木や立花に叱責されることもしばしば。
第222話「大暴走!バスジャック」・第223話「バスジャック対四人の狙撃者」での小田切が仕切る特殊狙撃部隊にはGメンからただ一人メンバーとして選抜された。
警部補に昇任してからは他のメンバーと屋台等で呑みながら愚痴をこぼすシーンが多くなるなど、吹雪刑事や田口刑事など若手の引き立て役に回ることが多くなる。第306話「サヨナラGメンの若き獅子たち!」で捜査のミスによってGメンから古巣の捜査第一課へ転出異動した。主演回数が出演回数と比較してかなり少なく、Gメンの縁の下の力持ち的存在であり、ベテランと若手の橋渡し役をも担っていた。また、Gメンの7年間で昇任した刑事は黒木と立花以外では中屋のみであり、隠れた実力派としてGメンを支えた。
速水涼子刑事（演：森マリア）
元警察庁外事課所属。香港での内偵調査中にGメンたちと出会い、そのまま(巡査相当。階級で転入する。出向中はその階級は無い階級)Gメンに参加。
拳銃と警察犬が苦手であり、加えて「血を見ると卒倒する」というお嬢様育ちの刑事だったが、捜査を通じて成長していく。弱虫の青年を精神的に鍛えようと武道を教えたが、勇気と暴力を履き違え、手の付けられない凶悪殺人犯に変貌し、ショックと責任感から一度は辞職を決意したこともあった。第163話「首のない女の人形」で、父親を殺され、母親の育児放棄で孤独になった少女(演：須賀沢真理子）を保護することをきっかけに女性としての本能にも目覚めるが、続編である第203話「また逢う日まで速水涼子刑事」冒頭で拳銃を盗まれる大失態を犯し、その少女の祖父の巡査（演：今福正雄）が彼女の拳銃で殺された。必死の捜査で犯人を逮捕して決着をつけたあとに辞表を提出するが、黒木の温情でインターポールへの研修が決定し、Gメンを離任した。その後「帰って来た女刑事シリーズ」の第279話「FBIから来た女刑事」、第288話「唇を奪われた女刑事」で単発復帰。
田口刑事（演：千葉裕）
フルネームは田口明夫。元警視庁交通機動隊巡査（白バイ）隊員。演習を終えたその足で喫茶店で休息を取っている間にアウトローとなっていた警察学校時代の同期の遊佐巡査（演：佐藤仁哉）に自らの白バイを盗まれ、強盗殺人の罪を転嫁されそうになったことで立花の執拗な追及を受ける。その後Gメンのアシストを経て自身で真犯人遊佐巡査を射殺。その捜査を機にGメンに巡査メンバーとして迎えられる。
加入時は一番の若手で、おっちょこちょいな振舞いもあったが、後輩の吹雪刑事が加入する頃からは先輩刑事らしく成長を見せる。喫茶店のウェイトレスをしている恋人がおりたびたび登場していたが、いつのまにか後輩のマリコ寺岡刑事とキャンプに出かけるなど親密になっていく。マリコ寺岡がシンガポールに帰国すると同時に、研修のためFBIへ出向しGメンを離任した。
優れた空手の腕前を持ち、香港シリーズでは多くの活躍を見せる。
村井刑事（演：有希俊彦）
フルネームは村井達哉。警視庁の警備部警護課所属のSP巡査長として、先輩刑事である関警部補（演：小林稔侍）と共に来日要人の警備中、白バイ警察官であった田口巡査にスピード違反の違反キップを切られたことからGメンと関わりを持つ。捜査の際に、上司の関が殉職したことを経て田口巡査、津川警部補とともにGメン(巡査長)の一員となる。
射撃の名手であり、地下取調室で取り調べ中の銃撃など立花警部からの信頼が厚いことをうかがわせる場面もある。無線機などを自ら解説するシーンがあり、存在感をアピールしていたのだが、単独での主演エピソードが存在しない数少ないGメンである。わずか22話のみでGメンから離任転属して姿を消した。
なお実際の警視庁においては組織の体制が異なるが、本作の話中にSPの所属先として語られる警視庁公安部は、同じ警視庁の中でも秘密裏の隠密行動を行い、青木義朗、遠藤征慈がゲスト(公安担当の、警視庁公安部の刑事役)の時に若林豪(立花役)が｢警視庁公安部は、同じ警視庁内部でも彼らが何をしているか、何人居るのかも判らない｣と、森マリア(速水役)が拉致されて、拉致した自動車のナンバーが警視庁の警視庁公安部の物であり、連れ戻した後に伊吹剛(中屋役)、森マリアに説明するところがある。
津川螢子警部補（演：夏木マリ）
元警察庁国際捜査管理官。
潜入捜査を得意とし、クラブ歌手や女子刑務所の囚人など多様な姿に変装し捜査に挑む。香港での捜査では敵のアジトに囚われ、虎に襲われPTSDを患うなど、悲惨な目にも遭う。過去の回想で自身が婦人警官(巡査部長)時代の時が描かれるが、国際捜査管理官はキャリア官僚であるので、着任が警部補で着任し、警視に昇進後に国際捜査管理官に着任する筈なので、実際の組織体制とは異なっている。
第251話「Gメン対エーゲ海の骸骨」でインターポールに転勤という形でGメンを去るが、第280話「パリから来た車椅子の女刑事」・第289話「裸の女囚たち」に単発でGメンと合流。『キイハンター』では、同音異字の人物「津川啓子」（演：野際陽子）がいた。
島谷刑事（演：宮内洋）
フルネームは島谷和彦。元警視庁捜査第四課の刑事(巡査長階級)で、空手の使い手。
弟が二人存在していた。一人は厚生省の麻薬取締官で、香港に潜入していた末弟・三男の達也（演：石田信之）。もう一人は、ベトナム戦争の北爆の際に生き別れ、香港コネクションの雇われ者で虎・シーザーの調教師となっていた次男の邦彦（演：ジョニー大倉）。ともに香港での事件の際に失うという悲劇を乗り越えGメンに加入。激情型の性格で、犯人を取り逃がした警官を殴ってしまったところ、運悪くお偉方の息子だったために謹慎処分を受けたこともある。しなやかな空手アクションで、草野が去った後の香港カラテシリーズを盛り上げた。
第306話「サヨナラGメンの若き獅子たち!」で中屋とともに捜査ミスの責任を負い古巣の捜査第四課に転属。
南雲警視（演：川津祐介）
フルネームは南雲義明。前任者小田切警視の後任として着任したGメン連絡係官である。警視庁の本庁捜査第一課の所属であり、Gメン本部の所属ではない。登場の際は、Gメン本部ヘ事案を持ち込み依頼又は共同で捜査を行う。
キャリア組官僚であり、前任者の小田切警視と同様に、警視庁の本庁とGメン本部のパイプライン役としての配役であることから、出演の機会は少ない。趣味は釣り。
警察官の下端時代では機動隊に属しており、そのときの先輩が射殺される事件も経験している。またヨーロッパ某国のピアニストが本国の秘密警察の目を盗んで日本に亡命を申請した際、そのピアニストが直接南雲に亡命の意を表明し保護を求めたことから、南雲は警察庁又は、警視庁全体の内部では相当な人脈や情報網の持ち主、実力派と見ることができる。北方領土問題と漁船の拿捕抑留問題をテーマとした第283話「オホーツク海の幽霊船」では、都心で発生した謎の殺人事件の凶器が、国防省 が採用する型の拳銃であったことから、国防省ルートの捜査を担当。
第305話「ノーパン喫茶殺人事件」を最後にGメン連絡係官から転属し姿を消す。
吹雪杏子刑事（演：中島はるみ）
元警視庁警備部警護課所属のSP。
これまでの女性Gメンは警察庁外事課出身で、語学や国際感覚に秀でていたが、警備部警護課のSP出身の彼女は、射撃能力に優れ、合気道などの格闘術も身に付けていた。凶悪犯に男性警察官の護衛なしで立ち向かうという、これまでにないタイプの女性Gメン(階級は巡査長)。
黒木の命令でGメンの応援捜査に駆り出された時はミステリアスな美貌と凄腕の女刑事のイメージがあった。その事件解決後にGメンに転属。配属後はだんだんと親しみやすく、現代風のお姉さん的な性格が強調されていった。思い込みが激しく、感情に流されやすい一面があり、アリバイの成立している容疑者でも、執拗にそれを崩そうとして成果を挙げたこともあるが、逆に令状無しで誤認逮捕を犯し、謹慎処分を受けたこともある。
第306話「サヨナラGメンの若き獅子たち!」で凶悪逃亡犯から少女を護衛しようとしたが失敗し、少女に瀕死の重傷を負わせてしまったことを機にFBIへ研修を命じられてGメンから離任。父親は殉職警官で、婦人警官で交通課巡査の妹・陽子（演：竹田かほり）と二人で田園調布の豪邸に住んでいる。また、オープニング映像では、黒木と同じトレンチコートにシルクハットのファッションで登場している。（本編初登場時と同じ）
草鹿刑事（演：鹿賀丈史）
第307話「新・Gメンの罠はヌード金髪死体」から初登場。
元警視庁捜査第一課・竜崎班の(巡査長階級)刑事であったが、犯人追跡中に狙撃される。その際に足に撃ち込まれた弾丸を、犯人を必ず捕まえる決意のしるしとして、ネックレスとして身につけていた。その後インターポール捜査官としてパリ・ICPOに出向中、先輩の警部・竜崎（演：津嘉山正種）とともに、シンガポールコネクションという犯罪組織の捜査を通してGメンと出会う。
実は竜崎もシンガポールコネクションの一味であったのだが、秘密保持のため殺害される。その際、竜崎の妹であり、婚約者であったエリカ（演：吉田真弓）をも銃弾により失うことに。懸命な捜査により、竜崎たちを射殺した犯人を捕らえるが、その犯人（演：内田勝正）こそがかつて草鹿を狙撃した男であった。
Gメン配属後はラーメン店の二階に下宿している。店主の妻は、のちに草鹿が購入した車を盗んで犯行に使用した銀行強盗犯一味に射殺され、さらに車は証拠隠滅のためにスクラップ工場で潰されており、怒った草鹿は犯人の一人を取り調べる際にパイプ椅子を激しく開閉しながら「お前の頭もスクラップにしてやろうか」と迫った。
マリコ・寺岡刑事（演：セーラ・ロウエル）
シンガポール警察の潜入捜査官で、サリバン警視の部下。シンガポールコネクションを内偵中にGメンと関わった。津村警部補の推薦もあり、刑事の勉強がしたいという本人の希望を黒木が承諾し来日。研修生として(巡査相当階級で)Gメンの一員に迎えられる。
当初は日本の捜査をシンガポール人としての視点で考察する姿勢が見受けられ特異な天然キャラクターは時として夜叉と言われる立花警部の表情も緩ませることがあった。
降板編はなく、シンガポールへ帰国した事実のみ黒木のナレーションで告げられた。正式に所属していた事では無い筈である。
賀川陽子刑事（演：范文雀）
元警察庁外事課所属。シンガポールコネクションの犯罪調査のために警察庁から派遣され、Gメンに転属入する(階級は巡査長相当)。
数年間シンガポールコネクションに潜入し、青い眼の人形を作り続けるなど非常に強い忍耐力の持ち主。父は中国人で、大学生の弟・大介（演：下塚誠）がいるが、アメリカ人強盗団に殺害された。
弟が強盗団に殺害された際には、犯人の顔面を銃把で滅多打ち（射殺ではない）するシーンがある。
津村冴子警部補（演：江波杏子）
警視庁警備部・警護課所属のSPで、射撃の名手である。小田切警視、南雲警視の後任として着任し、前任者と同じく警視庁の本庁所属だが、必要に応じてGメンの捜査も行うGメン連絡係官である。
津村警部補は歴代女性Gメンでの最年長でもあり、芯の強い女性として大きな存在感を発揮した。捜査方針を巡って立花警部と対立した際には、立花警部に平手打ちまで喰らわすほどの剛腕の女性だが、結婚のためにお見合いをしたり、ルックスで男性を判断することが間違っていることではないかと迷うなど、等身大の女性の一面もある。当初は、射撃の名手で颯爽としたベテランの中年女性警察官・刑事のイメージを前面に打ち出していたが、次第に彼女自身の面倒見の良さ、被害者や被疑者の話を聞き、あるいは巧みに引き出すなど、経験豊富なネゴシエイターとしての面が強調されていった。
警視庁本庁所属であるが、続編のGメン82にも登場し、そこでは立場が警視庁本庁側からGメン側とする様な設定の場面が散見されたが、あくまでも所属は警視庁本庁である。江波杏子は、津村冴子警部補役としてGメンにレギュラー出演前の第291話「女たちの殺人忘年会」において、立花警部の同期・井草警部の妻役として立花警部を逆恨みして、立てこもり事件を起こす主婦役でゲストとしての出演歴がある。
古田刑事（演：谷村昌彦）
元城西署刑事課捜査第一係の巡査部長(部長刑事)。捜査は足で稼ぐを信条としており、近代的な捜査手法を採る同僚や上司から煙たがられ半ば無視にも近い扱いを受け、居場所がなくなりかけたが、地道な聞き込みで前島副総監暗殺グループのアジトを突き止める功績が認められた事に依ってGメンに加入した。自らヘビースモーカーであることを述べている。
ベテランの人情派刑事という点では、山田(巡査部長)刑事に近い。少数のエリート集団というイメージのGメンで、一見それほどうだつが上がらないように見える彼は此の中では異色の存在ではあるが、その真価は、地道で粘り強いことと、親身に人に接する態度であり、それが最も発揮されたのは、少女の人質を取って拳銃を乱射する小学生を説得し、心を開かせたことである（これなどは相手に威圧感や恐怖感を与えて仕舞う様な黒木や立花では難しかったであろう）。山田刑事が抜けた後では彼の加入によってGメンが再び、ハードボイルドだけでないあらゆる性質の犯罪に対応できるように戻ったと云える。
演じる谷村昌彦は、レギュラー入りする以前に10回もゲスト出演しており、演じる役柄は犯人・被害者・警察官と多岐に渡っていた。
風間刑事（演：藤川清彦）
フルネームは風間大地。元城西署刑事課捜査第一係の新米刑事(階級は巡査)。古田巡査部長の部下の巡査で、白バイ交通機動隊員時代の同僚を巻き込んだ、前島副総監暗殺事件の捜査を通じてGメンに加入。
未熟ではあるが、純情で物事には体当たりで臨む。学生時代はラグビーをしており、強烈なタックルで凶悪犯の機先を制する働きを見せたこともある。

## セミレギュラー
結城警視正（演：中丸忠雄）
第13話「バスストップ」から登場。最後の登場シーンは第355話「サヨナラGメン’75 また逢う日まで」。
警視庁の幹部職員。性格は高圧的で警視庁のメンツ、世論を気にする官僚タイプ。警視時代の黒木にタメ口で話しかけられてもその点で気分を害することはなく割と寛大な部分も見せるが、部下の失態に関しては査問委員会の筆頭となり徹底的に追及する場面もあった。草鹿刑事らが加入した時期からややソフトな面が打ち出されGメンの捜査に協力的な姿勢を見せることもあった。古田、風間が加入する第331話「新Gメンvsニセ白バイ軍団」では、前島警視庁副総監（演：早川雄三）、黒木とともにニセ白バイ軍団の標的にされ、結城自身も負傷する。
岡村節子巡査（演：東島裕子→結城なほ子）
No1.エアポート大作戦 - No137.'78新春第脱獄迄の小田切警視の秘書であり、「小田切警視、外線でGメン本部の黒木警視からお電話です」程度の出番が多いのであるが、｢彼女は面が割れて居ないから、岡村巡査を使おう｣と小田切の命で、No101.切り裂きジャック連続殺人事件、No124.極秘作戦逆探知では捜査に出て協力する時も作られている。又、小田切警視の登場の無い話数にも、｢小田切警視の指示で、捜査資料をお持ち致しました｣と云う設定がある。登場が無い場合にも、小田切警視は動いて居ると、暗に示す役にも使われて居る。それらの事が在る事で、彼女の存在がある事に依って、警察組織としてのリアリティさを揚げる事に、貢献しているといえる。
水上亜子（演：遠藤真理子）
「COFFEE柿の木」の店員で姉・牧子（次項）とともに店を切り盛りしている。第205話「新Gメン対ニセ白バイ警官」以降、田口刑事出演時代の数作に登場する田口刑事のガールフレンド。
水上牧子（演：鳥居恵子）
「COFFEE柿の木」の店主で、亜子は妹。第205話「新Gメン対ニセ白バイ警官」以降、田口刑事出演時代の数作に登場。
片桐ちぐさ（演：島かおり）
第273話「怪談・死霊の棲む家」より登場。Gメン'82の第16話「花嫁強盗団」まで長野県黒谷町を舞台とする話で登場。
長野県黒谷警察署の巡査部長である兄（演：中野誠也）を持ち、兄同様懇意にしていた元警視庁刑事部捜査第一課長で今は黒谷町で保護司（作品中では「保護士殺害事件捜査本部」と誤字を認めることができる）を務める植谷（演：陶隆司）に、捜査第一課長時代の元部下であった立花との見合いを勧められる。しかし何者かによって植谷が凄惨な形で殺害される。黒谷町で次々に起こる恐ろしい猟奇殺人事件の背景にその存在が必ず絡むなど、本シリーズのキーパーソン的人物であり、「悲劇のヒロイン」である。多くの凄惨な事件の中で純愛を育んだ立花とは愛し合って結婚することになる。しかし、黒谷町シリーズの源治の娘かよ（演：石井亜紀子）を愛育するが、父親の双子の弟・源造に騙されたかよに裏切られ、祖母の許に留まったことで血の絆に負け、最後まで母親として受け入れて貰えなかったことを悲しむ。
望月源治（演：蟹江敬三）
第276話「夜囁く女の骸骨」で登場、第285話「満月の夜 女の血を吸う男」で刑事被告人として裁判所に出廷後の護送中に逃走、立花と格闘中に転落死。
長野県黒谷町で、「魔物」とまで称される数々の更生不可能な悪党の中でも右に出る者はいない凶悪犯で立花警部の宿敵。観光に来ていたOL5人を暴行目的で山中に拉致して殺害。己の殺人理念を平然と語る凶悪犯。最後は素手の立花警部と手斧で武装した源治が崖の上で決闘となり、立花を殺害寸前まで追い詰めるも、源治は、どこからともなく追ってきた女に包丁で突き刺され、抱きつくように女と谷底へ転落していった。その女は、逃走した源治を匿い、同じく警察に強い不審と憎しみを頂く場末の飲食店主・松沼きくよ（演：左時枝）であった。源治が立花を追い詰めた際、きくよのことを源治が放言したところを聞いてしまったきくよが、衝動的にとった行動であった。
源治には兄・亀造（演：志賀勝、第290話「X'masカードの中の人骨」で登場）と弟・蜂谷（旧姓・望月）辰男（演：成瀬正、第296話「雪の夜　悪魔が生んだ赤ん坊」で登場）、さらに、口減らしに母親に捨てられたことを恨む源治と双子の弟・柿崎源造（演：蟹江敬三、第351話「幽霊の指紋」）の兄弟の存在を続々明らかにしていった。また、柿崎源造が登場する第351話では、望月兄弟の母（したがって、かよの祖母）も登場し、源治が岸本民子（演：根岸季衣）に生ませた娘かよは、祖母に引き取られる。
源治は立花の要請により精神鑑定を受けさせられたことがあり、脳に異常はなく責任能力があることが示唆されるものであったが、同時に、些細なことで憤慨する爆発型と、人間としての憐みの心が全くないという凶悪犯に顕著な2つのタイプを同時に併せ持っていると指摘された。なお源治は子供の頃から手斧に愛着を持っており、蛇を手斧で叩き切るのを趣味にしていた。
長野県黒谷警察署長（演：今西正男）
氏名は不詳だが、黒谷町シリーズには必ず出演。旧制服の階級章から警視と思われる。
望月源治を含めた管内の猟奇的な事件について陣頭指揮している。黒谷町舞台の作品を通して、多くの部下である警察官から犠牲を出しているが、異動もなく署長の任にある。
土屋和正（演：長門勇）
警視庁城西警察署長で、島谷刑事の警察署勤務時代の上司。第295話「午前6時の通り魔」では、警視総監経験者を父に持ち、国家公務員採用I種試験合格で警察庁に採用され、警察大学校卒業後、同署で警ら勤務をする草鹿警部補（演：坂東正之助　後のGメンに加入する鹿賀丈史演じる草鹿刑事とは別人）を預かる微妙な立場の署長役を、第297話「ラッシュアワーに動く指」では、同署捜査三課所属の巡査で、土屋の娘・土屋さやか（演：谷川みゆき）を署長である前に娘として心配する父親を演じた。

## 放送リスト

### 1975年
| 各話   | 放送日   | サブタイトル               | ゲスト | 脚本             | 監督     |
| ------ | -------- | -------------------------- | --- | ---------------- | -------- |
| 第1話  | 5月24日  | エアポート捜査線           | 川地民夫、田中真理、寺田農、室田日出男、田中浩、中田博久、宗方奈美、東島祐子、小笠原剛、峰洋子、田中久子、カニー小林、平沢信夫、野村久美、木村修、山浦栄                                                                                      | 高久進           | 鷹森立一 |
| 第2話  | 5月31日  | 散歩する囚人護送車         | 大門正明、大塚道子、五味龍太郎、上野山功一、山田光一、高島志敏、長尾信、泉福之助、小笠原剛、苅谷俊介、亀山達也 | 小山内美江子     | 山口和彦 |
| 第3話  | 6月7日   | 警官殺し!                  | 浜田光夫、榊ひろみ、杉江廣太郎、曽根晴美、藤山浩二、神太郎、東晃声、片岡五郎、伊藤つかさ、東島祐子、河合絃司、山浦栄、原田君事、木村修、平田晃代、鹿地史郎、宮地謙吾、畑中猛重                                                                | 高久進           | 小西通雄 |
| 第4話  | 6月14日  | 殺し屋刑事                 | 若林豪、田坂都、小野川公三郎、西田健、遠藤征慈、竹内大介、滝波錦司、小倉雄三、斉藤恵子、東島祐子、久保田民栄、菅野裕 | 高久進           | 鷹森立一 |
| 第5話  | 6月21日  | 純金の死体                 | 佐野厚子、菅貫太郎、中村孝雄、影山条二、室井宏治、高野隆志、ユセフ・オスマン、アニト・リューズ、東原稔 | 池田雄一         | 村山新治 |
| 第6話  | 6月26日  | コルト自動拳銃1911A1       | 中島ゆたか、織田あきら、東野孝彦、森秋子、三原葉子、山浦栄、日吉としやす、片岡五郎、河合絃司、小笠原剛 (クレジットなし)ロルフ・ジェーサー、相馬剛三                                                                                           | 高久進           | 鷹森立一 |
| 第7話  | 7月5日   | 女子学生誘拐殺人事件       | 郷鍈治、村松英子、早川保、浜田晃、林ゆたか、小林稔侍、寺尾理恵、矢島洋子、岸俊也、きくち英一、打越久員、林美果、山田よし子、比良元高、木村修、大泉公孝、清水照夫、横山繁、亀山達也、五野上力、尾形とも子                                      | 高久進、佐藤肇   | 佐藤肇   |
| 第8話  | 7月12日  | 裸の街                     | 河原崎建三、児島みゆき、室田日出男、川谷拓三、梅津栄、三谷昇、田中浩、滝波錦司、東島祐子、須賀良、山田光一、清水照夫、城恵美、根本節子、長尾信                                                                                                | 池田雄一         | 鷹森立一 |
| 第9話  | 7月19日  | ニセ関屋警部補             | 長門勇、水原麻記、牧れい、新倉博、小林稔侍、西本裕行、狭間鉄、横井豊、清水信一、阿保由紀子、山浦栄、亀山達也、横山繁、高野隆志 | 高久進           | 山内柏   |
| 第10話 | 7月26日  | 大空の身代金               | 中丸忠雄、今井健二、工藤明子、平泉征、斉藤浩子、菅原清人、森佑介、相馬剛三、峰洋子、五野上力、小笠原剛、鹿地史郎、白井克明 | 高久進、佐藤肇   | 佐藤肇   |
| 第11話 | 8月2日   | ピストル市場               | 川崎あかね、中島葵、福田豊土、小野進也、小笠原良知、根岸一正、矢野間啓二、神谷政浩、河合絃司、鹿地史郎、西本良治郎、山浦栄、藤木あけみ、小野成子                                                                                              | 高久進、新井光   | 小西通雄 |
| 第12話 | 8月9日   | 漂流死体                   | 山城新伍、中井徹、藤山浩二、剣持伴紀、峰洋子、山浦栄、成瀬正、城恵美、伊藤慶子 | 池田雄一         | 鷹森立一 |
| 第13話 | 8月16日  | バスストップ               | 中野誠也、西田健、蟹江敬三、菅野忠彦、西条貴之、渡辺やよい、柴田英子、小林稔侍、滝波錦司、東島祐子、城海峯、山浦栄、曾我文、石原清美、中丸忠雄                                                                                                | 高久進           | 鷹森立一 |
| 第14話 | 8月23日  | マフィアの招待旅行         | 川地民夫、鮎川いづみ、東野孝彦、尾川磐、高野隆志、木村修、沢田浩二、藤岡恵子、小笠原剛、佐藤栄子、フレッド・ボサート | 押川国秋、高久進 | 山内柏   |
| 第15話 | 8月30日  | 密輸死体                   | 高橋悦史、風間千代子、林ゆたか、伊藤高、三角八郎、森みつる、小笠原良智、三田村賢、滝沢双、桑原嗣雄、山田光一、中丸忠雄 | 高久進           | 野田幸男 |
| 第16話 | 9月6日   | Gメン皆殺しの予告          | 川津祐介、六本木真、佐藤仁哉、奥野匡、東島祐子、相馬剛三、伊達弘、山田光一、山浦栄、亀山達也、城春樹、峰洋子、木村修、高月忠、畑中猛重、矢野みち、高橋みどり、五野上力、横山繁                                                                | 池田雄一         | 深作欣二 |
| 第17話 | 9月13日  | 死刑実験室                 | 谷村昌彦、大橋芳枝、有馬昌彦、清水理恵、富田博之、丹古母鬼馬二、比良元高、五野上力、尾川磐、峰洋子、菊地正孝、鹿地史郎、安藤春男、緒方隆、大栗正史                                                                                            | 池田雄一         | 小西通雄 |
| 第18話 | 9月20日  | 警察の中のギャング         | 中谷一郎、田坂都、佐藤仁哉、叶優子、中田博久、三島史郎、小林稔侍、滝川潤、亀山達也、山浦栄、山田光一、高野隆志、高月忠、北見敏之、足立義夫、鹿地史郎、渡辺義文、井上浩、尾形智子、安達由紀、秋場慶子                                          | 高久進           | 鷹森立一 |
| 第19話 | 9月27日  | デカ部屋の悪霊             | 江原真二郎、渡辺やよい、三角八郎、八名信夫、桑原嗣雄、渡辺隆司、浅見小四郎、中川明、戸井田稔、富士乃幸夫、五野上力、吉田理恵、工藤智彰、菅原靖人                                                                                              | 高久進、新井光   | 佐藤肇   |
| 第20話 | 10月4日  | 背番号３長島対Gメン        | 中原早苗、曽根晴美、成瀬正、佐藤晟也、小林稔侍、亀山達也、須賀良、沢田浩二、高橋みどり、山田光一、清水照夫、城春樹、畑中猛重、高月忠、横山繁、木村修、山浦栄、比良元高、佐川二郎、秋場慶子、藤村寛代、川谷拓三、実況アナ （声のみ）池田孝一郎 | 池田雄一         | 深作欣二 |
| 第21話 | 10月11日 | ニューヨーク市警黒人刑事   | 川崎あかね、芹明香、岡崎徹、原田力、山本昌平、相馬剛三、木村修、室井宏治、井上正広、今井義久、田中清一、ケイ・アモア、ブライアン・ヘジャー | 高久進           | 山口和彦 |
| 第22話 | 10月18日 | 警視庁殺人課               | 中尾彬、倉野章子、久富惟晴、奥村公延、池田忠夫、相馬剛三、久地明、亀山達也、打越章之、山浦栄、五野上力、石原清美、横山繁、幸英二 (クレジットなし)ジョー・ララー                                                                               | 池田雄一         | 山内柏   |
| 第23話 | 10月25日 | 車椅子の女刑事             | 緑魔子、西田健、赤木春恵、森みつる、松下美果、久地明、河合絃司、山田光一、伊藤慶子、亀山達也、西本良治郎、平岡栄子、柾久美子、神谷政浩 | 池田雄一         | 鷹森立一 |
| 第24話 | 11月1日  | 二人組警官ギャング         | 児島美ゆき、赤塚真人、小野川公三郎、叶優子、堀田真三、藤山浩二、森川正太、滝波錦司、伊達弘、佐藤晟也、椎谷建治、打越章之、比良元高、城春樹、木村修、畑中猛重、山田光一、佐川二郎、五野上力、泉福之介                                          | 高久進、佐藤肇   | 佐藤肇   |
| 第25話 | 11月8日  | 助教授と女子大生殺人事件   | 森次晃嗣、井原千寿子、森秋子、西沢利明、紅理子、須賀良、山本緑、山浦栄、佐藤幸二、大家博、高橋蔀、東島祐子、八百原寿子、高野隆志、ボブ・フォーマン                                                                                            | 池田雄一         | 小西通雄 |
| 第26話 | 11月15日 | 冬のヨット・ハーバーの殺人 | 小倉一郎、沢井桃子、蟹江敬三、三角八郎、楠トシエ、亀山達也、五野上力、田口和政、松沼進、高橋蔀 | 池田雄一         | 野田幸男 |
| 第27話 | 11月22日 | 東京－札幌 刑事の道        | 横光勝彦、佐藤仁哉、金井大、藤岡重慶、叶優子、遠藤征慈、小林稔侍、角友司郎、鶴田耕、高月忠、亀山達也、井上孝、熟田一久、城恵美、城春樹、上条英男、ジャンボ久世、内藤杏子                                                                      | 高久進           | 鷹森立一 |
| 第28話 | 11月29日 | 刑事誤殺                   | 大門正明、住吉正博、新海百合子、大橋芳枝、根岸一正、中田博久、はやみ竜二、佐藤明美、高橋蔀、小甲登枝恵、中丸忠雄 (クレジットなし)五野上力 | 高久進、新井光   | 小西通雄 |
| 第29話 | 12月6日  | 死刑結婚式                 | 緑魔子、清水紘治、有吉ひとみ、酒井修、原口剛、森みつる、久地明、亀山達也、高野隆志、木村修、富士乃幸夫、鹿地史郎、鳥井忍、佐久間祐子、宇野静代、山浦栄、泉福之助、香川リサ、東島祐子、岡野耕作                                                | 池田雄一         | 山内柏   |
| 第30話 | 12月13日 | 追跡と逃亡!石狩挽歌        | 中島ゆたか、吉田義夫、森下哲夫、金井大、松下実加、遠藤征慈、角友司郎、須賀良、比良元高、井上孝、山田光一、山浦栄、鶴田耕、高月忠、小林稔侍、叶優子、笠井うらら、亀山達也 (シナリオのみ記載)河合絃司                                           | 高久進           | 鷹森立一 |
| 第31話 | 12月20日 | 男と女のいる特急便         | 頭師孝雄、天地総子、大関優子、下塚誠、結城なほ子、中島元、山田光一、邦創典、安田真樹、宝井宏二、滝川潤、山浦栄、木村修、五野上力、小野田英一、辻義一、高品正弘、正村隆治、赤石富和、神作吉洋、森山田石                                        | 高久進           | 野田幸男 |
| 第32話 | 12月27日 | 死んだはずの女             | 川口晶、西田健、六本木真、森田はるか、河合弦司、山本緑、山田光一、山浦栄、比良元高、高野隆志 | 池田雄一         | 小西通雄 |

### 1976年
| 各話   | 放送日   | サブタイトル                    | ゲスト | 脚本             | 監督     |
| ------ | -------- | ------------------------------- | --- | ---------------- | -------- |
| 第33話 | 1月3日   | 1月3日 関屋警部補・殉職         | 溝口舜亮、土井かつえ、東晃声、内藤杏子、根岸一正、土山登士幸、小林稔侍、亀山達也、山浦栄、片桐陽子、村松美枝子、山田光一、五野上力、横山繁、宮地謙吾、小池栄、池田恭子、加野理恵、小野寺純子 | 高久進           | 鷹森立一 |
| 第34話 | 1月10日  | 警視庁の中のスパイ              | 田中真理、中野誠也、寺田農、桜井浩子、堀田真三、佐藤晟也、大東梁佶、五野上力、横山繁、安達由起、山田光一、山浦栄、望月太郎、比良元高、清水照夫、結城なほ子、久地明、城春樹、高橋蔀 | 高久進           | 野田幸男 |
| 第35話 | 1月17日  | 豚箱の中の刑事                  | 赤座美代子、樋浦勉、藤山浩二、矢野間啓二、大塚崇、峰村銀、小池栄、氏家文江、平田守、城春樹、伊藤慶子、相馬剛三、佐川二郎、長克巳、中丸忠雄 | 西島大           | 鷹森立一 |
| 第36話 | 1月24日  | 女刑事を襲った男                | 丹波義隆、稲野和子、児島美ゆき、大塚国夫、小野進也、宮田真、森田はるか、山田光一、村松美枝子、山本緑 | 西島大           | 鷹森立一 |
| 第37話 | 1月31日  | チリ紙交換殺人事件              | 小野川公三郎、織本順吉、楠トシエ、川口厚、牧れい、八名信夫、きくち英一、峰洋子、中村文弥、亀山達也、清水照夫、田辺節子、足立義夫、高野隆志、飯田誠、羽田久美子、富田博之、ハーラ・ウェイ | 池田雄一         | 小西通雄 |
| 第38話 | 2月7日   | スチュアーデス殺人事件          | 泉晶子、稲葉義男、中田博久、剣持伴紀、佐藤晟也、須賀良、久地明、村田則夫、比良元高、八百原寿子、山本緑、五野上力、城春樹、松沼進、美原亮三 | 西島大           | 野田幸男 |
| 第39話 | 2月14日  | ギャングに呼ばれた刑事          | 西田健、梅田智美、北原義郎、中村孝雄、中村俊男、田中浩、河合絃司、佐藤晟也、山浦栄、相馬剛三、山田光一、亀山達也、五野上力、峰洋子、清水照夫、比良元高,宮地謙吾、城春樹、小野茂子、仲塚康介、沢田浩二、富士乃幸夫、田野井ゆかり                                                                                      | 高久進、新井光   | 小西通雄 |
| 第40話 | 2月21日  | 硫酸とビキニの女                | 松橋登、楠田薫、市地洋子、曽根将之、根岸一正、小瀬格、寺田涼子、高月忠、伊藤慶子、清水照夫、藤木あけみ、木村修、根本節子、阿保由貴子 | 池田雄一         | 鷹森立一 |
| 第41話 | 2月28日  | 白銀の現金輸送車襲撃事件        | 水原麻記、林ゆたか、堀田真三、高野真二、近藤宏、叶優子、小林稔侍、五野上力、木村修、亀山達也 | 池田雄一         | 鷹森立一 |
| 第42話 | 3月6日   | 殺人の条件                      | 中野誠也、土井かつえ、梅津栄、森みつる、穂高稔、南祐輔、団巌、近藤準、山浦栄、木村修、香山リカ、菅野裕、富士乃幸夫、田中智子、鹿地史郎、本間三郎舞踏団 (ノンクレジット)ウイリー・ドーシー | 西島大、高久進   | 小西通雄 |
| 第43話 | 3月13日  | 刑法第十一条 絞首刑             | 水野久美、織田あきら、川崎あかね、溝口舜亮、藤岡重慶、深沢英子、笠井うらら、八名信夫、根岸一正、河合絃司、山田光一、八百原寿子、沢田浩二、佐野哲也、五野上力、佐川二郎、多宮健二、山内明 | 高久進、新井光   | 佐藤純弥 |
| 第44話 | 3月20日  | 警視庁警視の妻の犯罪            | 高橋悦史、高林由紀子、原田力、北村総一郎、寺泉哲章、森田はるか、山浦栄、山田光一、佐々木敏、田口和政、清水照夫、比良元高、畑中猛重、ロルフ・ジェーサー (クレジットなし)結城なほ子 | 池田雄一         | 小西通雄 |
| 第45話 | 3月27日  | 警視庁広域手配No.307            | 織本順吉、新井つねひろ、絵沢萌子、十勝花子、内藤杏子、曽根将之、矢野間敬二、宗方奈美、小林稔侍、大東梁佶、亀山達也、山田光一、佐川二郎、山本緑、伊藤慶子、高橋蔀 | 高久進           | 小西通雄 |
| 第46話 | 4月3日   | 白バイ警官連続射殺事件          | 仲谷昇、河原崎次郎、川口厚、いけだももこ、小瀬格、南城竜也、神太郎、森田はるか、土山登士幸、きくち英一、大貫一孝、相馬剛三、清水照夫、松沢勇、田川誠、山浦栄、五野上力、佐川二郎、木村修 | 高久進、新井光   | 鷹森立一 |
| 第47話 | 4月10日  | 終バスの女子高校生殺人事件      | 遠藤真理子、加藤嘉、川谷拓三、藤村有広、八木昌子、戸部夕子、東晃声、森みつる、菅野直行、叶優子、五野上力、高月忠、城春樹、神田橋満、長克巳、鈴木正 (クレジットなし)亀山達也、山田光一 | 西島大           | 鷹森立一 |
| 第48話 | 4月17日  | 刑事・その恩師の殺意            | 伊佐山ひろ子、新井和夫、梅田智美、信太旦久、丸岡将一郎、中村俊男、中村孝雄、打越久員、五野上力、山浦栄、山田光一、木村修、鈴木美咲、青木淳也、小橋学、根本理生子、東リカ、中島ひとみ、田中智子、佐川二郎 | 高久進、新井光   | 鷹森立一 |
| 第49話 | 4月24日  | 土曜日21時のトリック            | 内田朝雄、三角八郎、紅理子、島崎奈々、高月忠、相馬剛三、山田光一、沢田浩二、清水照夫、比良元高、三宮一男、高橋蔀、久地明、城春樹、横山繁 | 池田雄一         | 佐藤純弥 |
| 第50話 | 5月1日   | 湯の町午前0時の殺人             | 吉行和子、市地洋子、牧れい、小笠原良知、杉江廣太郎、長谷川弘、山浦栄、佐野哲也、矢野みち、峰洋子、高橋蔀、丸岡奨詞、真田五郎、多宮健二、平沢信夫 | 西島大、池田雄一 | 小西通雄 |
| 第51話 | 5月8日   | 刑事訴訟法47条 女子大生ジャック | 丹波義隆、井原千寿子、新倉博、金田龍之介、南城竜也、十勝花子、平田守、渡辺巌、山田光一、木村修、峰洋子、徳久比呂志、金地伸浩、伊藤こずえ、小泉明美、五野上力、山浦栄、清水照夫、山本緑、畑中猛重、城春樹、高月忠、福岡康裕                                                                                           | 高久進、西島大   | 鷹森立一 |
| 第52話 | 5月15日  | 唇の中の拳銃                    | 杉本美樹、佐藤仁哉、門岳五郎、小瀬格、松井康子、佐藤京一、小林稔侍、清水照夫、五野上力、多宮健二、安達由紀、生井和夫、山本緑、峰洋子、高橋蔀、山崎久美子、岸川洋美 | 池田雄一         | 山口和彦 |
| 第53話 | 5月22日  | 殺人ドライブの謎                | 土井かつえ、児島美ゆき、西沢利明、東晃声、矢野間敬二、小林稔侍、滝波錦司、木村修、伊藤慶子、高橋蔀、峰洋子、鹿地史郎、高月忠、畑中猛重、城春樹、亀山達也、佐川二郎 | 西島大           | 鷹森立一 |
| 第54話 | 5月29日  | 密航船                          | 松山省二、鶴間エリ、チコ・ローランド、佐藤晟也、きくち英一、山浦栄、五野上力、清水照夫、鹿地史郎、佐藤明美、ロルフ・ジェーサー、メイビス・ショー | 高久進           | 小西通雄 |
| 第55話 | 6月5日   | Gメンの首                       | 稲野和子、久富惟晴、六本木真、田畑孝、団巌、津名美里ん、古川ゆき、久地明、田口守、比良元高、清水照夫、畑中猛重、章文栄 | 池田雄一         | 山口和彦 |
| 第56話 | 6月12日  | 魚の眼の恐怖                    | 谷村昌彦、白木万里、三谷昇、藤山浩二、星野みどり、峰洋子、平田守、神谷政幸、谷本小代子、佐川二郎、打越章之、山田光一、三宮一男、五十嵐美恵子、石田庸子、岸川洋美、三瓶達人、安田豊、結城なほ子、河合絃司、山浦栄 | 池田雄一         | 鷹森立一 |
| 第57話 | 6月19日  | 刑法第十一条 絞首刑・その後     | 中原早苗、中丸忠雄、小野進也、南条竜也、松山照夫、遠藤真理子、遠藤孝子、梅津栄、高月忠、亀山達也、沢田浩二、山浦栄、畑中猛重、五野上力、佐川二郎、清水照夫、佐野哲也、石垣守一、片山滉、比良元高、結城なほ子、奥村公延、山内明                                                                                       | 高久進、新井光   | 佐藤純弥 |
| 第58話 | 6月26日  | 樹海に消えた白骨死体            | 川崎あかね、三角八郎、石山律雄、峰洋子、山浦栄、山田光一、畑中猛重、高橋蔀、島みどり、城春樹 | 池田雄一         | 山口和彦 |
| 第59話 | 7月3日   | 東京－沖縄 縦断捜査網           | 川地民夫、范文雀、織田あきら、森川千恵子、原泉、下塚誠、中田博久、星野みどり、久地明、佐川二郎、五野上力、山浦栄、河合絃司、小林稔侍、比良元高、平田守、Ｂ・マクマホン、Ｄ・フリードマン | 高久進           | 鷹森立一 |
| 第60話 | 7月10日  | 暑い南の島 沖縄の幽霊           | 川地民夫、范文雀、織田あきら、森川千恵子、原泉、中田博久、小林稔侍、河合絃司、比良元高、三上純子、E・アルテンバイ、ブライアン・ビンガム、クリス・スミス、テリー・オブライエン | 高久進           | 鷹森立一 |
| 第61話 | 7月17日  | 沖縄に響く痛恨の銃声            | 川地民夫、范文雀、織田あきら、森川千恵子、原泉、中田博久、小林稔侍、河合絃司、久地明、比良元高、相馬剛三、伊藤慶子、鈴木真代、Ｄ・フリードマン、ユセフ・オスマン、テレンス・ヘリー | 高久進           | 鷹森立一 |
| 第62話 | 7月24日  | 深夜放送ジャック                | 佐藤仁哉、桂木梨江、杉江廣太郎、滝波錦司、貝之瀬一夫、寺町孝司、木村修、酢屋敏徳、青木卓、佐川二郎、沢田浩二、河合絃司、伊藤慶子、田口守、田中寛、城春樹、勝光徳、森山田石、徳田雅之、美原亮三、長田武士、窪田茂幸、鈴木了子、滝良子                                                                                 | 池田雄一         | 佐藤純弥 |
| 第63話 | 7月31日  | 拳銃を撃てない警官              | 高杉早苗、旭輝子、小野川公三郎、渡辺やよい、中村俊男、広瀬昌助、大木正司、謝秀容、平田守、相馬剛三、五野上力、佐々木一哲、木村修、山浦栄、遠矢孝信、小野正隆、宍戸久一郎、峰洋子、渡辺晋、結城なほ子、河合絃司、打越章之、山田光一                                                                                   | 高久進           | 小松範任 |
| 第64話 | 8月7日   | 逃亡刑事                        | 緑魔子、和崎俊哉、宮口二郎、原良子、藤山浩二、中井啓輔、長谷川広、岡部正純、佐藤晟也、中村浩二、晴海友三、竹田将二、平沢信夫、城春樹、相馬剛三、高月忠、清水照夫、比良元高、畑中猛重、佐川二郎、木村修 (クレジットなし)山浦栄                                                                                        | 高久進           | 山内柏   |
| 第65話 | 8月14日  | 真夏の夜の連続女性殺人事件      | 稲野和子、門岳五郎、藤岡重慶、溝口舜亮、沢田勝美、叶優子、追川敬子、菅野直行、高橋蔀、三上純子、峰洋子、田中智子、青葉佳代、木村修、仲塚康介、大泉公孝、伊藤慶子、桑野洋子、城春樹、山田光一、山浦栄、畑中猛重、川瀬修三、丹波律子、市川悦子、山崎久美子、栗原敬 (クレジットなし)根岸一正                            | 高久進、新井光   | 鷹森立一 |
| 第66話 | 8月21日  | 警視庁の中の密室殺人            | 丹波義隆、沢井桃子、垂水悟郎、冷泉公裕、大塚国夫、矢野間啓二、伊藤高、須賀良、章文栄、亀山達也、横山繁、久地明、高月忠、伊藤こずえ、川岡豊、島野登、中丸忠雄 | 西島大           | 佐藤純弥 |
| 第67話 | 8月28日  | 部長刑事暗殺                    | 峰岸徹、三浦真弓、田中明夫、有吉ひとみ、深江章喜、神太郎、滝川潤、今井美佐子、河合絃司、相馬剛三、三重街恒二、高松政雄、谷本小代子、山浦栄、五野上力、山本緑、森正親、亀山達也、鹿地史郎、安達由紀、宮島健、村松美枝子                                                                                               | 高久進、新井光   | 小松範任 |
| 第68話 | 9月4日   | 小菅1丁目35番地 東京拘置所      | 田村高廣、范文雀、酒井修、江角英明、藤井智憲、五野上力、亀山達也、佐川二郎、比良元高 八百原寿子 | 高久進、新井光   | 小松範任 |
| 第69話 | 9月11日  | ヒキ逃げ白バイ警官              | 速水亮、緒本順吉、高杉早苗、西沢利明、原良子、杉江廣太郎、立木悠子、長谷川弘、相馬剛三、平沢信夫、亀山達也、中村浩二、池田恭子、久地明、高月忠、徳田雅之、章文栄、土山登士幸、清水照夫 比良元高、佐川二郎、晴海友三、広瀬裕二、長田武士、川内修、長尾信                                                              | 西島大           | 佐藤純弥 |
| 第70話 | 9月18日  | ルンペン 銀行襲撃事件           | 小野進也、清水紘治、戸部夕子、林ゆたか、下塚誠、三浦リカ、沢田勝美、松下実加、きくち英一、山浦栄、清水照夫、朝野和信、峰洋子、長谷川広、森加津枝、桑野洋子、笹岡洋子、幸英二、今泉芳夫、仲塚康介、今村広則、佐川二郎、田口守、佐野哲也、打越章之、亀山達也、五野上力                                                 | 高久進           | 鷹森立一 |
| 第71話 | 9月25日  | 刑事の女体受託収賄事件          | 渡辺やよい、小野川公三郎、藤岡重慶、榊ひろみ、山口あきら、章文栄、神ひろし、清水照夫、畑中猛重、テリー・オブライエン、ロマーノ、貫井文子、丹波律子、麻生竜、三城貴子、佐藤利一、町田政則、打越章之 | 池田雄一         | 山内柏   |
| 第72話 | 10月2日  | 恐怖のロープウェイ              | 尾藤イサオ、田坂都、平泉征、原口剛、伊藤 高、矢野間啓二、高野真二、清水照夫、久地明、美原亮三、小甲登枝恵、昼間仙岳、赤石富和、佐藤幸二、比良元力、正村隆二、徳田優之、高橋蔀、田中英司、小野崎光生、菅原照夫、高橋正昭                                                                                              | 高久進           | 鷹森立一 |
| 第73話 | 10月9日  | バカ!大人のバカ!!               | 岩本多代、小松方正、浜田ゆう子、加藤和夫、松岡まり子、冷泉公裕、辻万長、田中浩、稲垣昭三、野坂みどり、渡井直美、小塙謙士、真田五郎、宮田真、貝之瀬一夫、平沢信夫、五野上力、河合絃司、片山滉、晴海勇三、木村修、田中力、島崎奈々、小甲登枝恵、山本緑、八百原寿子、伊藤慶子、テリー・オブライエン、佐川二郎、峰松佳代 | 高久進           | 佐藤純弥 |
| 第74話 | 10月16日 | 人を殺した女の顔                | 中島ゆたか、井原千寿子、鈴木瑞穂、奥村公延、きくち英一、平沢信夫、山本緑、大羽吾朗、佐野哲也、溜健二 | 西島大、高久進   | 鷹森立一 |
| 第75話 | 10月23日 | 刑事を捨てた刑事                | 中野誠也、山口いづみ、内田朝雄、勝部演之、高橋俊行、滝波錦司、上野綾子、汐見直行、佐藤晟也、相馬剛三、山田光一、清水照夫、佐川二郎、五野上力、亀山達也、畑中猛重、中丸忠雄 | 高久進、新井光   | 山内柏   |
| 第76話 | 10月30日 | 幻の女                          | 火野正平、島かおり、早川保、見明凡太朗、高野真二、増田順司、山浦栄、打越章之、木村修、亀山達也、安達由起、高野隆志、高橋蔀、高口理恵、木村みどり、寒川蔵雄、細野輝利 | 池田雄一         | 瀬川昌治 |
| 第77話 | 11月6日  | 指の無いタクシー運転手          | 谷村昌彦、戸部夕子、冷泉公裕、藤山浩二、鈴木浩二、平沢信夫、佐野哲也、大東梁佶、田口守、汐見直行、五野上力、菊池進、小林満喜子、畑中猛重、城春樹 | 池田雄一         | 山内柏   |
| 第78話 | 11月13日 | 土曜日の幼稚園ジャック          | 池田秀一、遠藤真理子、平泉征、石山律雄、河合絃司、木村修、谷本小代子、山田光一、宮地謙吾、松尾文人、幸英二、武島麻実、畑中猛重 | 池田雄一         | 山内柏   |
| 第79話 | 11月20日 | 24,749の遺体                    | 村地弘美、織本順吉、林ゆたか、今福正雄、小瀬格、梅津栄、東光生、根岸一正、河合絃司、相馬剛三、きくち英一、打越章之、桑野洋子、三上純子、城恵美、山浦栄、五野上力、木村修、高野隆志、高橋蔀、美原亮三、沢田浩二、泉福之助、安達由起                                                                                   | 高久進、新井光   | 鷹森立一 |
| 第80話 | 11月27日 | 暗闇の密室殺人                  | 若林豪、三浦真弓、進千賀子、稲葉義男、三角八郎、三谷昇、横光克彦、山本清、木田三千雄、井上博一、中立奈美、貝之瀬一夫、町田政則、赤石富和、池田恭子、阿保由紀子 | 池田雄一         | 山内柏   |
| 第81話 | 12月4日  | 灰色高官殺人事件                | 小松方正、安部徹、井原千寿子、津山登志子、森川千恵子、高津住男、小林稔侍、神太郎、近藤宏、浜田寅彦、目黒幸子、市川夏江、中井徹、亀山達也、比良元高、畑中猛重、青木卓、森正親、打越章之、森佑介、相馬剛三、高野隆志、木村修、小甲登枝恵                                                                               | 西島大           | 鷹森立一 |
| 第82話 | 12月11日 | 刑法240条 強盗殺人罪            | 大滝秀治、石井くに子、小野川公三郎、戸浦六宏、八木昌子、新井和夫、北見治一、山田光一、亀山達也、仲塚康介、山浦栄、七五三木猛明、結城なほ子、青木卓、塩見直行、佐川二郎 | 高久進           | 佐藤純弥 |
| 第83話 | 12月18日 | 師走－スリも走る刑事も走る      | 長門勇、津田京子、沢田勝美、大泉滉、中田博久、田中浩、丸岡奨詞、滝波錦司、久地明、比良元高、山浦栄、吉岡節子、石田庸子、畑中猛重、佐川二郎、鎌田功、小林満喜子、亀井文子、長谷川紀子、山崎久美子、岸川洋美 | 高久進、西島大   | 小西通雄 |
| 第84話 | 12月25日 | 三本指の刑事                    | 寺田農、天本英世、田中筆子、吉田義夫、武智豊子、佐藤京一、森みつる、三田村賢二、紺野洋子、原ひさ子、河合絃司、亀山達也、木村修、羽賀信春、曳地由民子 | 池田雄一         | 山内柏   |

### 1977年
| 各話    | 放送日   | サブタイトル                     | ゲスト | 脚本                     | 監督       |
| ------- | -------- | -------------------------------- | --- | ------------------------ | ---------- |
| 第85話  | 1月1日   | 77元旦デカ部屋ぶっ飛ぶ!          | ハナ肇、中原早苗、三角八郎、小野進也、根岸一正、三井恒、小林千枝、井上孝、今村広則、 渡辺義文、萩原奈穂美、中井徹、高月忠、五野上力、松沢勇、畑中猛重、高野明彦、草野悦江、赤石富和、城春樹、戸塚明美、大家博、河合絃司、相馬剛三 山浦栄、平井一行                                 | 高久進、池田雄一、西島大 | 深作欣二   |
| 第86話  | 1月8日   | パリ警視庁の五百円紙幣           | 川津祐介、范文雀、中島ゆたか、西田健、ジェラルド・ラザロン、小池栄、五野上力、亀山達也、山浦栄、高野隆志、石垣守一、ロルフ・ジューサー、ユセフ・オスマン | 高久進、西島大           | 鷹森立一   |
| 第87話  | 1月15日  | 冬のパリの殺し屋                 | 川津祐介、中島ゆたか、范文雀、西田健、ジェラルド・ラザロン、五野上力、木村修、亀山達也、山浦栄、畑中猛重、松尾文人、ロルフ・ジューサー、ユセフ・オスマン、トニー・マトブ、ヤン・エリック                                                                                           | 高久進、西島大           | 鷹森立一   |
| 第88話  | 1月22日  | パリ－紺碧海岸縦断捜査           | 川津祐介、中島ゆたか、范文雀、西田健、ジェラルド・ラザロン、深沢英子、滝川潤、高月忠、柿崎唱平、佐伯貴広、赤木秀行、山田芳正、加藤宏 (ノンクレジット)ヤン・エリック | 高久進、西島大           | 鷹森立一   |
| 第89話  | 1月29日  | 警視庁拳銃盗難事件               | 川地民夫、土井かつえ、児島美ゆき、和崎俊哉、蟹江敬三、五野上力、木村修、高野隆志、畑中猛重、阿部由貴子、高口理恵、北都智和、ラリー・サンダース | 高久進、西島大           | 小西通雄   |
| 第90話  | 2月5日   | スキー場首吊り殺人事件           | 尾藤イサオ、川崎あかね、稲野和子、杉江廣太郎、小林稔侍、謝秀容、河合絃司、山田光一、相馬剛三、山本緑、伊藤慶子、大村千吉、木下栄一、谷田秀之、山本直子 | 池田雄一                 | 竹本弘一   |
| 第91話  | 2月12日  | 逃亡者                           | 峰岸徹、鶴間エリ、小野川公三郎、稲葉義男、目黒幸子、河合絃司、寺尾理恵、亀山達也、五野上力、畑中猛重、清水照夫、武田博志、仲塚康介、山田光一、幸英二、城春樹 | 高久進                   | 高須準之助 |
| 第92話  | 2月19日  | 女の留置場                       | 江夏夕子、大出俊、梅津栄、武智豊子、東晃声、鮎川浩、山本緑、高月忠、吉岡ひとみ、水原仗二、北都智和、久地明、比良元高、宮地謙吾、沢田浩二、五野上力、斉藤司、寒川蔵雄、加藤高子、守山竜二、佐藤昇、森山田石、小山昌幸、白井義和、市川悦子、大八木まゆみ、戸塚晴美                   | 池田雄一                 | 山内柏     |
| 第93話  | 2月26日  | 29の死神の手紙                   | 夏八木勲、鈴木瑞穂、榊ひろみ、平泉征、下塚誠、今井美佐子、紺野洋子、青葉佳代、松木聖、河合絃司、五野上力、山浦栄、佐川二郎、根本節子、徳田雅之 | 池田雄一                 | 山内柏     |
| 第94話  | 3月5日   | ブリュッセル国際空港の女         | 范文雀、中島ゆたか、丹波義隆、西田健、袋正、川津祐介 | 高久進、西島大           | 佐藤純弥   |
| 第95話  | 3月12日  | 殺人完了電話                     | 真山知子、高津住男、柳生博、山本清、滝波錦司、青木卓、河合絃司、須賀良、木村修、五野上力、亀山達也、清水照夫、豊岡普、高柳鉄也、渡辺初美 | 池田雄一                 | 山内柏     |
| 第96話  | 3月19日  | 停年強盗                         | 谷村昌彦、遠藤真理子、浜田寅彦、六本木真、冷泉公祐、沢田勝美、浅見小四郎、河合絃司、五野上力、亀山達也、山田光一、土田かほり、木村修、結城なほ子 | 高久進                   | 鷹森立一   |
| 第97話  | 3月26日  | 嫁・姑・孫の戦い                 | 桜むつ子、西沢利明、原良子、武智豊子、根岸一正、河合絃司、梅地徳彦、中立奈美、室井宏治、打越章之、畑中猛重 | 西島大                   | 鷹森立一   |
| 第98話  | 4月2日   | 女子大生の中のニセ刑事           | 稲野和子、沢井桃子、石橋蓮司、絵沢萠子、東晃声、伊藤高、小笠原良知、水谷邦久、小林稔侍、吉岡ひとみ、佐伯健二、加藤高子、市川清美、浅川かがり、道祖土勝、佐川二郎、山本緑、泉福之助、釣利通、高橋蔀、遠藤重夫                                                                       | 高久進                   | 山口和彦   |
| 第99話  | 4月9日   | 安楽死                           | 内藤武敏、岩本多代、野々村潔、神保共子、高野真二、熟田一久、島田裕理、河合絃司、松尾文人、藤井智憲、清水照夫、佐川二郎、伊藤慶子、山田光一、高野隆志、結城なほ子 | 高久進、新井光           | 鷹森立一   |
| 第100話 | 4月16日  | 北の国から来た遺骨               | 三浦真弓、織田あきら、三角八郎、大関優子、八名信夫、島田裕理、亀山達也、山浦栄、木村修、城春樹、矢島洋子、山田光一、佐川二郎、山形政彦、宮地謙吾 | 西島大、高久進           | 山口和彦   |
| 第101話 | 4月23日  | 切り裂きジャック連続殺人事件     | 月丘千秋、佐藤仁哉、結城なほ子、吉岡ひとみ、山田光一、山浦栄、市川清美、市川悦子、野口実子、白鳥真理子、大八木まゆみ、阿保由貴子、横山繁、畑中猛重、仲塚康介、清水照夫、幸英二、宮地謙吾、城春樹、二木昭人、荻原みさお、中丸忠雄                                                   | 池田雄一、西島大         | 山内柏     |
| 第102話 | 4月30日  | 思春期病棟                       | 白木万里、八木昌子、田村みどり、千葉裕、柳生博、沢田勝美、近藤宏、森りつ子、石山雄大、荻野まゆみ、林野奈子、木村翠、上長千花、吉田市子、亀山達也、久地明、佐川二郎、比良元高、山田光一、清水照夫、畑中猛重                                                                         | 西島大                   | 村山新治   |
| 第103話 | 5月7日   | また逢う日まで響圭子刑事         | 尾藤イサオ、鶴間エリ、ヤン・エリック、トニー・セテラ、山浦栄、畑中猛重、阿保由貴子、京美子 | 池田雄一                 | 鷹森立一   |
| 第104話 | 5月14日  | 77.5.14津坂刑事殉職              | 高畑淳子、嶋めぐみ、小瀬格、矢野間啓二、大和田進、大木正司、小池栄、久保幸一、佳島由季、河合絃司、高橋仁、山田光一、佐川二郎、畑中猛重、城春樹、八百原寿子、神林由香、鈴木明子、小山由紀、阿保由貴子、藤原益二、上江州安秀、高野隆志、北都智和、木下英一、和田瑞穂、オールディーズ | 高久進                   | 山内柏     |
| 第105話 | 5月21日  | 香港－マカオ警官ギャング         | 中野誠也、岩本多代、中田博久、藤岡重慶、片岡五郎、滝川潤、宮地謙吾、幸英二、亀山達也、抻野欧子、加瀬悦孝、萬里、ピーター・チョウ、宗迎、山浦栄、五野上力、山田光一 | 高久進                   | 鷹森立一   |
| 第106話 | 5月28日  | 女刑事殺人第一課                 | ジャネット八田、杉江廣太郎、林ゆたか、きくち英一、久地明、染碧玲、江島、陳炳熾 | 西島大、高久進           | 鷹森立一   |
| 第107話 | 6月4日   | 俺のスーパーカーの葬式           | 風見章子、織田あきら、有吉ひとみ、吉岡ひとみ、根岸一正、河合絃司、五野上力、相馬剛三、勝光徳、城春樹、前島良行、横山繁、市川清美、戸塚晴美、藤原益ニ、吉川潤子、小山由起 | 高久進                   | 鷹森立一   |
| 第108話 | 6月11日  | ヌードモデル殺人事件             | 江夏夕子、早川保、北川美佳、長谷川弘、辻しげる、平田守、河合絃司、名倉美里、城恵美、亀山達也、高橋蔀、和田瑞穂、阿保由貴子、藤田博美、市川悦子、木村修、山浦栄、城春樹、畑中猛重、三宮一夫                                                                                         | 池田雄一                 | 瀬川昌治   |
| 第109話 | 6月18日  | 新東京国際空港の悪霊             | 佐藤仁哉、井原千寿子、秋谷陽子、真山譲次、滝波錦司、浅見小四郎、久野一之、河合絃司、相馬剛三、仲塚康介、佐川二郎、八百原寿子、正村隆治 | 西島大                   | 山内柏     |
| 第110話 | 6月25日  | 警視庁宮ノ森交番のトリック       | 頭師孝雄、遠藤真理子、今福正雄、冷泉公裕、山本 清、内藤杏子、蟹江敬三、矢野間啓二、久地明、青木 卓、高野隆志、清水照夫、山浦栄、下川江那、大谷元秀 | 高久進                   | 鷹森立一   |
| 第111話 | 7月2日   | Gメン対県警 女子大生殺し         | 中谷一郎、今井和子、小鹿番、沢田勝美、近藤宏、高野真二、市川夏江、神山寛、山本智子、谷本小代子、河合絃司、山本緑、望月天、相馬剛三、好井ひとみ、松沢勇、亀山達也、横山繁、清水照夫、工藤光子                                                                                       | 高久進                   | 鷹森立一   |
| 第112話 | 7月9日   | 宇宙食の恐怖                     | 大和田獏、沢井桃子、森川千恵子、石橋蓮司、 江角英明、平田守、山田禅二、三重街恒二、鶴岡修、青木卓、五野上力、木村修、山田光一、谷本小代子、八百原寿子、山浦栄、亀山達也、仲塚康介、畑中猛重、比良元高、伊藤慶子、中丸忠雄                                                          | 高久進、酒井あきよし     | 高須準之助 |
| 第113話 | 7月16日  | ガンを宣告された刑事             | 千秋実、川合伸旺、草野大悟、森川正太、佐竹一男、大橋芳枝、高野真二、河合絃司、土山登士幸、坤野欧子、吉岡節子、高月忠、亀山達也、横山繁、佐川二郎、清水照夫、水原仗ニ、西本良治郎、宮地謙吾、佐々木智和子、藤原益ニ、木村雄                                                         | 池田雄一                 | 山内柏     |
| 第114話 | 7月23日  | 極秘捜査 赤ちゃん誘拐!           | 紀比呂子、高田敏江、森塚敏、八木昌子、平田守、吉岡ひとみ、森大河、河合絃司、亀山達也、山浦栄、八百原寿子、山本緑、阿保由貴子、星野麻三子 | 高久進、西島大           | 鷹森立一   |
| 第115話 | 7月30日  | 午前0時 女のミステリー           | 高橋悦史、吉行和子、寺田農、江角英明、長谷川弘、辻シゲル、新井和夫、結城なほ子、きむら翠、名倉嘉子、仲塚康介、小山由紀、清水照夫、木村修 | 西島大                   | 瀬川昌治   |
| 第116話 | 8月6日   | エクソシスト殺人事件             | 戸部夕子、谷村昌彦、渡井直美、桂木梨江、沢田勝美、滝波錦司、滝川潤、森祐介、五野上力、山田光一、木村修、高野隆志、中島和也、藤原益二、山本緑、伊藤慶子、畑中猛重、横山繁、佐川二郎                                                                                                 | 西島大、高久進           | 山内柏     |
| 第117話 | 8月13日  | 日本降伏32年目の殺人             | 緑魔子、西田健、加藤嘉、目黒幸子、南原宏治、根岸一正、力石考、山田光一、亀山達也、横山繁、山浦栄、城春樹、藤原益二、高野明彦 | 高久進                   | 鷹森立一   |
| 第118話 | 8月20日  | 黒人兵カービン銃乱射事件         | チコ・ローランド、ガブリエ・サンダース、伊藤高、内田勝正、島崎奈々、高橋英郎、北原ひろみ、五野上力、山浦栄、畑中猛重、城春樹、宮地謙吾、武智豊子、ヤン・エリック、ジョー・ララー、ステファニー                                                                                     | 高久進、新井光           | 山口和彦   |
| 第119話 | 8月27日  | アルコール漬けの小指             | 鶴間エリ、村尾幸三、小松方正、深江章喜、川崎あかね、小林稔侍、矢野間啓二、森祐介、中井徹、亀山達也、土山登士幸、宮地謙吾、幸英二、清水照夫、城春樹、高月忠、山田光一、五野上力、河合絃司                                                                                           | 高久進                   | 鷹森立一   |
| 第120話 | 9月3日   | 覗かれた女の部屋                 | 三条泰子、神太郎、中田博久、冷泉公裕、萩奈穂美、森みつる、佐川二郎、横山繁、大八木まゆみ、山浦栄、木村修、エロル・シュナイダー、ハッセル・ハルバード、Ｌ・クリスチャン、メル・ルシンガー                                                                                           | 池田雄一                 | 山内柏     |
| 第121話 | 9月10日  | パトロール警官と女性連続殺人の謎 | 中島ゆたか、坂東正之助、稲葉義男、山本清、三角八郎、小峰千代子、山田仁、明石勤、五野上力、高月忠、峰洋子、松尾文人、山田光一、山浦栄、松沢勇 | 西島大                   | 鷹森立一   |
| 第122話 | 9月17日  | 18才ひと夏の経験                 | 吉田次昭、吉岡ひとみ、鈴木瑞穂、梅津栄、中田博久、谷本小代子、謝秀容、城春樹、青木卓、佐川二郎、木村翠、溜健二、加藤公二、ジェニー | 西島大                   | 高須準之助 |
| 第123話 | 9月24日  | 野球場ナイター殺人事件           | 馬渕晴子、西沢利明、進千賀子、松橋登、佐原健二、東晃生、中島葵、河合絃司、阿保由貴子、小甲登枝恵、高崎優子、坪井照子、横山繁、亀山達也、高野隆志、田川勝雄、市川清美、寒川蔵雄、結城なほ子、大城信子、中島香葉子、大小原繁                                                         | 池田雄一                 | 山口和彦   |
| 第124話 | 10月1日  | 極秘作戦逆探知                   | 馬渕晴子、西沢利明、進千賀子、松橋登、佐原健二、東晃生、中島葵、貝之瀬一夫、皆川明男、城春樹、相馬剛三、森祐介、北都智和、村松美枝子、由留佐有映、須賀沢真理子、結城なほ子、大城信子、中島香葉子、大小原繁                                                                         | 池田雄一                 | 山口和彦   |
| 第125話 | 10月8日  | ウソ発見器                       | 緑魔子、小坂一也、滝田裕介、木田三千雄、きくち英一、谷本小代子、河合絃司、横山繁、五野上力、城春樹、畑中猛重、和田瑞穂、須賀良、佐川二郎、藤原益二、二家元辰巳 | 池田雄一                 | 山内柏     |
| 第126話 | 10月15日 | 南シナ海の殺し屋                 | 白彪、楊斯、風吹ジュン、月丘千秋、南美川陽子、力石考、陳羅抜、ヤン・エリック、小笠原弘、坂上和子、三重街恒二、章文栄、須賀良、横山繁、寒川蔵雄、吉沢勝、鹿島研、今村均 | 高久進、西島大           | 鷹森立一   |
| 第127話 | 10月22日 | マカオの殺し屋                   | 白彪、楊斯、風吹ジュン、月丘千秋、南美川陽子、力石考、陳羅抜、ヤン・エリック、小笠原弘、坂上和子、三重街恒二、章文栄、須賀良、横山繁、寒川蔵雄、吉沢勝、鹿島研、今村均 | 高久進、西島大           | 鷹森立一   |
| 第128話 | 10月29日 | 六万五千円の警察手帳             | 矢吹二朗、大塚道子、長谷川弘、宗方奈美、高橋仁、土山登士幸、谷本小代子、高月忠、芦沢道子、清水照夫、伊藤慶子、八百原寿子、藤原益二、亀山達也、五野上力、山田光一 | 池田雄一                 | 山口和彦   |
| 第129話 | 11月5日  | 警察犬と女刑事                   | 伊佐山ひろ子、平泉征、南城竜也、目黒幸子、高野真二、井上博一、袋正、阿部希郎、河合絃司、須賀良、清水照夫、山浦栄、畑中猛重、亀山達也、横山繁、伊藤慶子、中立奈美、マリー号 | 高久進                   | 鷹森立一   |
| 第130話 | 11月12日 | 一卵性双生児殺人事件             | 峰岸徹、織本順吉、竹井みどり、近藤宏、奥村公延、田川勝雄、清水照夫、五野上力、城春樹、八百原寿子、岡田裕介、岡田裕之、島和広、岩井潤一 | 高久進                   | 山内柏     |
| 第131話 | 11月19日 | 少女餓死                         | 新克利、進千賀子、樋浦勉、野村昭子、清水照夫、佐川二郎、山浦栄、横山繁、山田光一、須賀沢真理子、長谷川知恵、阿保由貴子、藤原益二 (クレジットなし)木村修 | 池田雄一                 | 小西通雄   |
| 第132話 | 11月26日 | Gメン恐怖の四日間                | 高橋昌也、根上淳、有吉ひとみ、溝口舜亮、高月忠、横山繁、相馬剛三、峰洋子 (クレジットなし)エロル・シュナイダー、ジェリー・ククルスキー | 高久進                   | 鷹森立一   |
| 第133話 | 12月3日  | 死体の首を折る男                 | 高橋昌也、根上淳、有吉ひとみ、溝口舜亮、嵯峨善兵、小瀬格、河合絃司、相馬剛三、五野上力、宮地謙吾、山浦栄、土山登士幸、峰洋子、福岡康裕 | 高久進                   | 鷹森立一   |
| 第134話 | 12月10日 | 移動交番爆破事件                 | 小野川公三郎、小林稔侍、塚本信夫、八木昌子、出光元、戸部夕子、阪上和子、三重街恒二、河合絃司、亀山達也、城春樹、高橋蔀、五野上力、美原亮三、山田光一、佐川二郎、木村修 (クレジットなし)安達由起                                                                                    | 高久進                   | 高須準之助 |
| 第135話 | 12月17日 | 死んだ人からの緊急電話           | 加藤嘉、千葉裕、大関優子、三角八郎、根岸一正、小瀬格、奥村公延、山本緑、清水照夫、城春樹、五野上力、溝口貴子、谷本小代子、山田光一、久地明、赤石富和 | 西島大                   | 佐藤純弥   |
| 第136話 | 12月24日 | Ｘ'マスイブ21時のトリック        | 内田朝雄、蟹江敬三、横山繁、五野上力、城春樹、山田光一、佐川二郎、早瀬れい子、岸川清美、佐竹祥一、渡辺真六、遠藤茂夫、清水照夫、小沢朋子 | 池田雄一                 | 山内柏     |

### 1978年
| 各話    | 放送日   | サブタイトル               | ゲスト | 脚本             | 監督     |
| ------- | -------- | -------------------------- | --- | ---------------- | -------- |
| 第137話 | 1月7日   | '78新春大脱獄!             | 西田健、内藤杏子、田口計、中田博久、市川好朗、佐川二郎、五野上力、横山繁、亀山達也、畑中猛重、遠藤重夫、今村均、森本薫、藤原益二、山浦栄、大泉公孝、比良元高、高野隆志、結城なほ子、伊達弘、久地明、村添豊徳 (クレジットなし)木村修                                                                              | 高久進、西島大   | 鷹森立一 |
| 第138話 | 1月14日  | 復顔術                     | 中原早苗、進千賀子、福田豊土、佐藤京一、宗方奈美、辻シゲル、山浦栄、谷本小代子、河合絃司、佐川二郎、木村修、小山由紀、岸川洋美、シャンディ・ケイ・ウメズ、角谷美佐子 | 池田雄一         | 瀬川昌治 |
| 第139話 | 1月21日  | 女子大生ネクタイ絞殺事件   | 谷村昌彦、朝加真由美、南条竜也、近藤準、河合絃司、中嶋香葉子、大城信子、山本緑、八百原寿子、早瀬れい子、木村修 | 西島大           | 鷹森立一 |
| 第140話 | 1月28日  | 十五年前の遺留指紋         | 横光克彦、佐原健二、梅津栄、渡井直美、浅見小四郎、五野上力、高野隆志、仲塚康介、中村英生、上長千花、横山繁、藤原益二、加島研、中丸忠雄 | 高久進           | 小西通雄 |
| 第141話 | 2月4日   | 団地奥様族の犯罪           | 有吉ひとみ、月丘千秋、原良子、森秋子、中立奈美、平泉征、加藤和夫、下塚誠、謝秀容、高野慎一、山田光一、八百原寿子、城春樹 | 西島大           | 山内柏   |
| 第142話 | 2月11日  | エレベーター密室殺人事件   | 松橋登、森秋子、藤村有弘、堀田真三、奥村公延、新井和夫、中井徹、森祐介、河合絃司、相馬剛三、山田光一 | 池田雄一         | 山口和彦 |
| 第143話 | 2月18日  | 午前２時に拾った女         | 川口敦子、麻田ルミ、酒井修、小鹿番、丘みさお、河合絃司、早川純一、山田光一、谷本小代子、亀山達也、清水照夫、仲塚康介 | 西島大           | 小西通雄 |
| 第144話 | 2月25日  | 雪原に消えた13人の乗客     | 緒本順吉、中島葵、川井伸旺、十勝花子、伊藤高、矢野間啓二、冷泉公裕、大和撫子、相馬剛三、河合絃司、丹呉年克、滝波錦司、堀礼文、久野一之、山浦栄、山田光一、森本浩、五野上力、仲塚康介、清水照夫、山本緑、シャンディ･ケイ･ウメズ                                                                                   | 池田雄一         | 山口和彦 |
| 第145話 | 3月4日   | 北極回りSK980便            | 江波杏子、島かおり、佐々木功、目黒幸子、立小路準、山浦栄、五野上力、ヤン・エリック、LUPE OSUNA、ジェリー・ククルスキー、LOWELL BYNUM | 高久進           | 鷹森立一 |
| 第146話 | 3月11日  | マドリッド闘牛場の殺し屋   | 江波杏子、島かおり、佐々木功、目黒幸子、蟹江敬三、力石考、ヤン・エリック、LUPE OSUNA、ジェリー・ククルスキー、LOWELL BYNUM | 高久進           | 鷹森立一 |
| 第147話 | 3月18日  | パリ行スペイン特急         | 江波杏子、島かおり、佐々木功、桜井浩子、立小路準、蟹江敬三、力石考、ヤン・エリック、LUPE OSUNA、ジェリー・ククルスキー、LOWELL BYNUM | 高久進           | 鷹森立一 |
| 第148話 | 3月25日  | ヨーロッパ特急大爆破       | 江波杏子、島かおり、佐々木功、桜井浩子、目黒幸子、立小路準 | 高久進           | 鷹森立一 |
| 第149話 | 4月1日   | 結婚式の夜の出来事         | 沢井桃子、千葉裕、武知杜代子、石橋蓮司、藤岡重慶、大塚国夫、平田守、きむら翠、沢田勝美、久保幸一、谷本小代子、比良元高、木村修、佐川二郎、高野隆志、泉福之助、長尾信、小甲登枝恵、八百原寿子 | 西島大           | 瀬川昌治 |
| 第150話 | 4月8日   | 刑事の家を壊す男たち       | 長門勇、鳥居恵子、吉田次昭、梅津栄、三戸部スエ、山本清、奥村公延、狭間鉄、竜咲隼人、喜久川清、佐竹祥市、山浦栄、五野上力 | 高久進           | 山内柏   |
| 第151話 | 4月15日  | 覗き魔は猫背の男           | 小池朝雄、寺田農、亀井光代、太宰久雄、内田稔、滝波錦司、桐生かほる、山田昌人、伊達弘、佐竹祥一 | 池田雄一         | 山口和彦 |
| 第152話 | 4月22日  | 女だけの通夜               | 岩本多代、福田豊土、三浦リカ、西沢利明、原良子、堀田真三、辻シゲル、河合絃司、名倉嘉子、泉マキ、山浦栄、山田光一、仲塚康介、阿部八千代、山本理恵 | 西島大           | 瀬川昌治 |
| 第153話 | 4月29日  | 魚の戦争                   | 吉田義夫、阪上和子、田坂都、大蔵晶、長谷川弘、内藤杏子、辻萬長、中井徹、河合絃司、谷本小代子 伊藤慶子、山田光一 | 高久進           | 鷹森立一 |
| 第154話 | 5月6日   | 女刑事初めての体験         | 鈴鹿景子、坂東正之助、沢田勝美、小鹿番、神保共子、小瀬格、きくち英一、草鹿宏、浅見小四郎、森祐介、城春樹、河合絃司、章文栄、沢田浩二、清水照夫 | 高久進、永井達郎 | 鷹森立一 |
| 第155話 | 5月13日  | 浴槽に浮かんだ死体         | 江夏夕子、中島葵、森秋子、川崎あかね、三角八郎、加藤和夫、吉岡ひとみ、宮田真、狭間鉄、山田光一、木村修、山浦栄、比良元高、平井一幸 (クレジットなし)酒井修 | 池田雄一         | 山内柏   |
| 第156話 | 5月20日  | 女子大生誘拐!              | 丹波義隆、金井大、渡井直美、力石考、冷泉公裕、牧れい、平田守、風戸佑介、辻シゲル、木村修、山田光一、山浦栄、比良元高、山本理恵 | 池田雄一         | 瀬川昌治 |
| 第157話 | 5月27日  | ウェディングドレス殺人事件 | 朝加真由美、藤岡重慶、小野川公三郎、林ゆたか、菅野直行、宗方奈美、亀山達也、五野上力、八百原寿子、山本相時、河合絃司、山本理恵、幸英二 | 西島大           | 山内柏   |
| 第158話 | 6月3日   | 警官だけを殺せ!            | 岩下浩、稲葉義男、佐原健二、新橋耐子、松下実加、小瀬格、市川好朗、木田三千雄、里木佐甫良、河合絃司、宮地謙吾、五野上力、亀山達也、城春樹、佐川二郎、武田博志、岡幸次郎、今村均、橋爪真知子、皆川明男、松橋登 | 高久進           | 山口和彦 |
| 第159話 | 6月10日  | 刑事が銃殺される時         | 松橋登、岩下浩、稲葉義男、佐原健二、新橋耐子、松下実加、小瀬格、市川好朗、河合絃司、斉藤司、武田博志、山田光一、伊藤慶子、五野上力、宮地謙吾、相馬剛三、城春樹、佐川二郎、橋爪真知子、野見山夏子、山本理恵、風吹ジュン                                                                                           | 高久進           | 山口和彦 |
| 第160話 | 6月17日  | 国外逃亡者                 | 江波杏子、南城竜也、内田昌宏、横山繁、根本節子、JUDY KENDALL、JIMMY LARSON、MONA PETTERSSON | 高久進、西島大   | 山口和彦 |
| 第161話 | 6月24日  | 嘘つき警官                 | 西田健、久富惟晴、平泉征、稲野和子、鶴間エリ、高原駿雄、大泉滉、たこ八郎、団巌、下村節子、河合絃司、谷本小代子、鹿地史郎、五野上力、亀山達也、幸英二、篠原俊博 | 池田雄一         | 山内柏   |
| 第162話 | 7月1日   | 女子大生と警官の異常な関係 | 鈴木瑞穂、大和田獏、大関優子、睦五郎、伊藤高、ポール牧、八木昌子、市川夏江、横森久、松尾文人、河合絃司、高月忠、亀山達也、山浦栄、山本緑、武田博志、根本嘉也、滝沢淳、田村明海、平松慎吾、柳沢紀男、遠藤重男、中村浩美、豊岡馨子、中丸忠雄                                                                       | 高久進           | 鷹森立一 |
| 第163話 | 7月8日   | 首のない女の人形           | 今福正雄、須賀沢真理子、吉岡ひとみ、沢田勝美、池田秀一、杉江廣太郎、田川勝雄、堀礼文、角友司郎、菊間将雄、五野上力、高野隆志、木村修、山浦栄、鹿地史郎、山口正二郎、今村均、藤原益二、皆川明夫 | 高久進           | 鷹森立一 |
| 第164話 | 7月15日  | 消えた乳母車の赤ちゃん     | 井上孝雄、吉行和子、日高千香子、園田裕久、十勝花子、横森久、河合絃司、章文栄、大久保悟、城春樹、清水照夫、木村修、五野上力 | 池田雄一         | 山内柏   |
| 第165話 | 7月22日  | ジープに乗った悪魔         | ジャネット八田、小林稔侍、絵沢萌子、平田守、明石勤、木村修、亀山達也、山浦栄、五野上力、武田博志、佐川二郎、宮地謙吾、山口正二郎、野見山夏子 | 池田雄一         | 内藤誠   |
| 第166話 | 7月29日  | 女医の告白                 | 中島ゆたか、内田朝雄、青木義朗、渡辺やよい、武知杜代子、冷泉公裕、遠藤征慈、滝波錦司、鮎川浩、横山繁、土山登士幸、久地明、山本緑、木村修、比良元高、城春樹、吉沢信子、ジェリー・ククルスキー、ジョン・クック | 高久進           | 鷹森立一 |
| 第167話 | 8月5日   | 交通違反者の復讐           | 佐藤仁哉、池田広法、今井和子、小鹿番、一ノ瀬麗奈、尾曳伊都子、細谷有喜子、平田守、河合絃司、浅見小四郎、相馬剛三、きくち英一、武田博志、山浦栄、谷本小代子、清水照夫、宮地謙吾、美原亮三 | 西島大           | 鷹森立一 |
| 第168話 | 8月12日  | 夏祭りの夜の惨劇           | 峰岸徹、月丘千秋、清水めぐみ、南城竜也、中田博久、きくち英一、高野真二、木村翠、名倉嘉子、大東梁佶、相馬剛三、山浦栄、木村修、五野上力、城春樹、谷本小代子、亀山達也、清水照夫、久地明、宮地謙吾、美原亮三、八百原寿子、高野隆志                                                                                 | 池田雄一         | 小西通雄 |
| 第169話 | 8月19日  | 深夜バスの乗客大量殺人事件 | 福田豊士、早瀬久美子、斉藤美和、小鹿番、沢田勝美、里木佐甫良、中村孝雄、小池栄、神山寛、岩倉高子、田川勝雄、河合絃司、村上幹夫、塙美妃、中立奈美、下村節子、武田博志、木村修、八百原寿子、小甲登枝恵、戸塚晴美、山本緑、伊藤慶子、亀山達也、城春樹、佐川二郎                                                     | 高久進           | 山内柏   |
| 第170話 | 8月26日  | 結婚サギ常習犯             | 江夏夕子、小野川公三郎、蟹江敬三、平山順子、須賀沢真理子、伊藤ちえ子、五野上力、木村修、沢田浩二、高野隆志 | 池田雄一         | 小西通雄 |
| 第171話 | 9月2日   | 太平洋大捜査網             | 藤真利子、長澄修、近藤洋介、佐原健二、北島マヤ、林ゆたか、袋正、土山登士幸、畑中猛重、福田信昭、山口正二郎、伊達弘、山浦栄、グエン・アンシャン | 高久進           | 内藤誠   |
| 第172話 | 9月9日   | 大空のギャング             | 小坂一也、頭師孝雄、藤木敬士、稲葉義男、戸部夕子、中越司、佐藤京一、根岸一正、名倉嘉子、大古守、及川順子、五野上力、相馬剛三、城春樹、宮地謙吾、尾曳伊都子 | 池田雄一         | 山内柏   |
| 第173話 | 9月16日  | 大空からの脱出             | 小坂一也、頭師孝雄、藤木敬士、稲葉義男、戸部夕子、中越司、佐藤京一、根岸一正、名倉嘉子、大古守、五野上力、中井徹、内堀和晴 | 池田雄一         | 山内柏   |
| 第174話 | 9月23日  | 母ちゃんは地獄へ行け!      | 島かおり、遠藤真理子、伊藤高、榊ひろみ、出光元、中井徹、渡辺初美、岡元達哉、河合絃司、山浦栄、木村修、岡幸次郎、山口正二郎 | 高久進           | 鷹森立一 |
| 第175話 | 9月30日  | 香港カラテ対Gメン          | 米雪、楊斯、川津祐介、森塚敏、遠藤征慈、小林稔侍、三浦真弓、柄沢英二、河合絃司、加地健太郎、きくち英一、伊達弘、萩野尋、竜咲隼人、中村勇 | 高久進           | 山内柏   |
| 第176話 | 10月7日  | 香港カラテ対GメンPART2     | 米雪、楊斯、川津祐介、森塚敏、遠藤征慈、小林稔侍、三浦真弓、柄沢英二、河合絃司、加地健太郎、きくち英一、伊達弘、萩野尋、竜咲隼人、中村勇 | 高久進           | 山内柏   |
| 第177話 | 10月14日 | 結婚と離婚                 | 荒木道子、野々村潔、東山明美、柴田侊彦、剣持伴紀、皆川妙子、北川たか子、小瀬格、宮田啓之、菅野裕、長田恒義、前島良行、坂井正幸、石川洋子、山口正二郎 | 西島大           | 内藤誠   |
| 第178話 | 10月21日 | 速水刑事を射つ男たち       | 小松方正、神太郎、八木昌子、市川夏江、ポール牧、小川ユキ、池田広法、土方弘、下村節子、土山登士幸、河合絃司、高月忠、三重街恒二、山本緑、山田光一、五野上力、山浦栄、清水照夫、城春樹、大家博、大館光信、遠藤重男、伊東静江、小石沙菜江、横山繁、亀山達也、村添豊徳、幸英二、豊岡ケイ子、中村忍、朝倉正子、大後守 | 鷹森立一         | 鷹森立一 |
| 第179話 | 10月28日 | 警察署長室ジャック         | 大門正明、平田昭彦、上月左知子、稲葉義男、金井大、田口計、近藤宏、杉江廣太郎、山本清、沢田勝美、今井和子、小川ユキ、江幡高志、相馬剛三、五野上力、山浦栄、谷本小代子、高野隆志、斉藤司、町田政則、大原和彦、今村均                                                                                               | 高久進           | 小松範任 |
| 第180話 | 11月4日  | トンネルに消えた女子高生   | 高津住男、竹井みどり、吉田友紀、梅津栄、山田禅二、高月忠、小高節子、大家博、大塚芳忠、城春樹、清水照夫 | 高久進           | 鷹森立一 |
| 第181話 | 11月11日 | 宮の森交番21時の出来事     | 長門勇、丹波義隆、児島美ゆき、西沢利明、北林早苗、宗方奈美、山田昌人、余富美子、山本緑、伊達弘、土山登士幸、幸英二、岡幸次郎、五野上力、山口正二郎、宮地謙吾、大塚芳忠 | 西島大           | 山口和彦 |
| 第182話 | 11月18日 | 赤ちゃん盗難事件           | 真山知子、亀井光代、横森久、木田三千雄、高月忠、秋津良子、田川勝雄、山浦栄、佐川二郎、山中康司、桐谷夏子、五野上力、山口正二郎 | 池田雄一         | 内藤誠   |
| 第183話 | 11月25日 | 奥様族の遺留指紋           | 磯村みどり、芦葉京子、曽我町子、内藤杏子、力石考、林ゆたか、辻シゲル、土山登士幸、五野上力、亀山達也、宮崎静枝、吉沢信子、菊地敏明、今村均、花田圭祐 | 西島大           | 鷹森立一 |
| 第184話 | 12月2日  | 警官嫌い                   | 沢井桃子、長澄修、川口敦子、根岸一正、長谷川弘、きくち英一、土山登士幸、畑中猛重、伊藤慶子、山本緑、高野隆志 | 高久進           | 小松範任 |
| 第185話 | 12月9日  | 津軽海峡を渡る片足の男     | 千葉裕、朝加真由美、織本順吉、速水亮、山本麟一、今井和子、島田裕里、河合絃司、安田裕治、伊達弘、青木英孝、吉永理枝、八百原寿子、五野上力、仲塚康介、山田光一、木村修、今村均、高野隆志、山浦栄、佐川二郎 | 高久進           | 山口和彦 |
| 第186話 | 12月16日 | 青函連絡船の殺し屋         | 千葉裕、朝加真由美、織本順吉、速水亮、山本麟一、今井和子、島田裕里、河合絃司、安田裕治、伊達弘、田中筆子、松下美加 | 高久進           | 山口和彦 |
| 第187話 | 12月23日 | 爆弾を持ったサンタクロース | 横森久、新橋耐子、西田健、上月左知子、三重街恒二、河合絃司、相馬剛三、松阪隆子、山田光一、佐川二郎、三浦憲 | 池田雄一         | 小松範任 |
| 第188話 | 12月30日 | 新幹線ひかり131号          | 島かおり、伊藤高、平泉征、高野真二、波平光夫、久保田民絵、山本緑、山田光一、豊岡啓子、瀬沼玲子、佐藤淳一、柳沢紀男、桑代三宝子、石井宏明 | 西島大           | 鷹森立一 |

### 1979年
| 各話    | 放送日   | サブタイトル                     | ゲスト | 脚本             | 監督     |
| ------- | -------- | -------------------------------- | --- | ---------------- | -------- |
| 第189話 | 1月6日   | 危機一髪!お年玉爆弾カメラ        | 小野川公三郎、吉岡ひとみ、蟹江敬三、頭師孝雄、 芦葉京子、楠トシエ、立原博、木田三千雄、江幡高志、辻シゲル、平田守、千うらら、河合絃司、斉藤司、谷本小代子、安田裕治、三重街恒二、亀山達也、五野上力、清水照夫、沢田浩二、高野隆志、伊達弘、山口正二郎、木村修、坂東明、余富美子、好井ひとみ、坂本智一、大野和浩、松井良樹、浜村砂里、亜湖 | 池田雄一         | 山内柏   |
| 第190話 | 1月13日  | 真犯人はこうして作られる         | 東野英心、中原早苗、沢田勝美、頭師佳孝、三角八郎、鮎川浩、多田千香、幸田宗丸、堀勉、宮本茂、松本オサム、高品正広、今村均、山口正二郎、久木念、石田庸子、小沢晴子、朝霧友香、栄雅美、小石沙奈江、安井寛人、村上麻子 | 高久進           | 山口和彦 |
| 第191話 | 1月20日  | 女子大寮の裏窓                   | 小野進也、児島美ゆき、川辺久造、上月左知子、伊達三郎、真家宏満、芦葉京子、下村節子、野村昭子、近藤準、小鹿番、池田広法、きくち英一、鶴和子、波平光夫、橋本菊子、滝沢双、州矢晋吾、佐藤いちの、高月忠、山本緑、亀山達也、福原ひとみ、小林優生                                                                                              | 池田雄一         | 堀長文   |
| 第192話 | 2月3日   | バラバラ殺人事件                 | 伊佐山ひろ子、大関優子、力石考、福田豊土、山本清、相馬剛三、山田光一、大塚芳忠、山浦栄、余富美子、工藤光子、武島麻美、亀田順子 | 高久進           | 山内柏   |
| 第193話 | 2月10日  | 網走刑務所 吹雪の大脱走          | 高瀬春奈、小林稔侍、頭師佳孝、梅津栄、市川好朗、鮎川浩、長谷川弘、田中浩、杉江廣太郎、袋正、三重街恒二、田川勝雄、伊達弘、美原亮三、井上邦道、今村均、大山豊、相原巨典 | 池田雄一         | 山口和彦 |
| 第194話 | 2月17日  | 銀嶺を行く網走脱獄囚             | 高瀬春奈、小林稔侍、深江章喜、平泉征、綾川香、田中浩、市川好朗、北川たか子、河合絃司、土山登士幸 | 池田雄一         | 山口和彦 |
| 第195話 | 2月24日  | プロ野球殺人事件                 | 大門正明、阿部徹、榊ひろみ、原田清人、内田稔、近藤準、好井ひとみ、高品正広、佐々森勇二、里木佐甫良、岡幸二郎、山浦栄、五野上力、相馬剛三、山本緑、中原晴子、佐野美智子、高野隆志、相沢治夫、木村栄、安達章、木村修、仲塚康介、比良元高、中丸忠雄                                                                                          | 高久進           | 小松範任 |
| 第196話 | 3月3日   | 東京発ひかり157号のトリック      | 寺田農、亀井光代、美杉玲子、下村節子、八名信夫、島本宏、きくち英一、芦葉京子、多田千香、伊達弘、久地明、五野上力、山本緑、高野隆志、平松慎吾、若尾義昭、山口正二郎、中丸忠雄 | 池田雄一         | 堀長文   |
| 第197話 | 3月10日  | 非行少女ミキ                     | 竹井みどり、山谷初男、吉岡ひとみ、沢田勝美、遠越優子、芦葉京子、宮川みつ子、上野綾子、山本緑、相馬剛三、山浦栄、木村修、伊藤慶子、小甲登枝恵、木村翠、五野上力、亀山達也、竹内美香、市川みゆき、荒川優子 | 高久進           | 鷹森立一 |
| 第198話 | 3月17日  | パレットナイフの殺人             | 江夏夕子、浜田寅彦、浜田晃、山本緑、五野上力、山田光一、高野隆志、木村修、余富美子、山浦栄、佐川二郎、久木念、志野かおる、黒田義人、瀬沼玲子、森山美樹、西田健 | 池田雄一         | 山内柏   |
| 第199話 | 3月24日  | 土曜日にネズミを殺せ!            | 西沢利明、陶隆司、森塚敏、高原駿雄、渡辺やよい、冷泉公裕、古尾谷康雅、川合伸旺、杉江廣太郎、竹井みどり、日吉としやす、相原巨典、久地明、谷本小代子、伊藤慶子、河合絃司、山本緑、宍戸久一郎、菅原靖人、山浦栄、五野上力、山田光一、山口正二郎                                                                                              | 高久進           | 小松範任 |
| 第200話 | 3月31日  | 大空港の幽霊                     | 真山知子、葉山良二、稲葉義男、中村孝雄、下村節子、片岡五郎、森祐介、栗田八郎、森田美友紀、近藤準、達純一、大矢兼臣、山本武、石山雄大、相馬剛三、山本廉、中村浩美、山田光一 | 高久進           | 山口和彦 |
| 第201話 | 4月7日   | Gメン対香港カラテ軍団            | 楊斯、沢井桃子、横森久、三角八郎、水野ゆか、内田昌宏、杉江廣太郎、中村勇、中崎康貴、伊達弘、菊地敏明、保科三良、大辻慎吾、井上邦道、浦部竜次、高野隆志、中丸忠雄 | 高久進           | 小松範任 |
| 第202話 | 4月14日  | Gメン対香港カラテ軍団PART2       | 沢井桃子、横森久、三角八郎、内田昌宏、杉江廣太郎、中村勇、中崎康貴、菊地敏明、水野ゆか、今村均、斉藤司、鈴木正則、佐々木修平、楊斯 | 高久進           | 小松範任 |
| 第203話 | 4月21日  | また逢う日まで速水涼子刑事       | 今福正雄、須賀沢真理子、水原ゆう紀、根岸一正、小瀬格、千うらら、浅見小四郎、竹下江里子、麻田絋子、伊達弘、山口正二郎、藤村泰亮、佐藤昇、町田政則、佐藤淳一、山本緑、寒川蔵夫、石井浩、樫村まゆみ、杏里加代子 | 高久進           | 鷹森立一 |
| 第204話 | 4月28日  | ミスター・ブー殺人事件           | 小池朝雄、頭師佳孝、今井和子、北島マヤ、浜田晃、北川たか子、多田千香、五野上力、小松陽太郎、坂口幸徳、平松慎吾、原寿子 | 池田雄一         | 山内柏   |
| 第205話 | 5月5日   | 新Gメン対ニセ白バイ警官          | 小林稔侍、鳥居恵子、遠藤真理子、佐藤仁哉、南城竜也、栗田八郎、升元泰造、今泉芳夫、かすやたくじ、武田博志、野上裕、鹿地史郎、井上邦道 | 高久進           | 鷹森立一 |
| 第206話 | 5月12日  | 催眠術殺人事件                   | 谷村昌彦、結城しのぶ、田中浩、林ゆたか、片岡五郎、森祐介、高品正広、萩野まゆみ、泉よし子、仲塚康介、山田光一、山本緑、会田由紀、杏里加代子、小早川杏、松本七美、今福好子、河村千秋、今村均 | 池田雄一         | 山口和彦 |
| 第207話 | 5月19日  | 婦人警官連続射殺事件             | 松橋登、追川泰子、芦葉京子、志方亜紀子、冷泉公裕、武知杜代子、上田忠好、河合絃司、相馬剛三、八百原寿子、今西正男、伊達弘、井村昂、高間利幸 | 高久進           | 小松範任 |
| 第208話 | 5月26日  | 5月26日絞首刑                    | 田坂都、小野川公三郎、早崎文司、富田仲次郎、新橋耐子、原田清人、小池栄、田畑孝、近藤準、相沢治夫、安田隆、岸本功、飯田テル子、石井広明、山口正二郎 | 池田雄一         | 山口和彦 |
| 第209話 | 6月2日   | 女が見ていた焼殺事件             | 中島葵、佐原健二、柴田侊彦、米津高明、相沢治夫、相馬剛三、岡幸次郎、島本宏、嵩本伸博、肥土尚弘、原寿子、中丸忠雄 | 池田雄一         | 山内柏   |
| 第210話 | 6月9日   | 出刃包丁を持った男               | 鳥居恵子、遠藤真理子、川口敦子、水原ゆう紀、池田広法、堀田真三、西川敬三郎、田川勝雄、岩城和男、中島元、石井浩、亀山達也、山浦栄、大泉公孝、佐川二郎、山口正二郎、河村千秋、浦上義久、上田三津子、岡恵美子、岸下雅代 | 高久進、永井達郎 | 鷹森立一 |
| 第211話 | 6月16日  | 通勤バスから消えたキャリアガール | 鈴鹿景子、武内亨､上月左知子、嵯峨善平、中丸新、摂祐子、山田昌人、山口恵子、小松陽太郎、山田光一、五野上力、上田三津子、小甲登枝恵 | 池田雄一         | 山口和彦 |
| 第212話 | 6月23日  | 変質者                           | 花沢徳衛、楠田薫、平泉征、皆川妙子、沢田勝美、小鹿番、升元泰造、大野和浩、小寺大介、工藤光子、増田壮太郎、今村均、山本三枝子、武島麻美、杏里加代子、浦上義久、持原秀樹、千野みどり、城春樹、佐々木修平、井上邦道、山田光一、亀山達也、山浦栄、山本緑                                                                                      | 高久進           | 山内柏   |
| 第213話 | 6月30日  | ニューカレドニアの逃亡者         | 新藤恵美、丹波義隆、竹田かほり、小林稔侍、吉田義夫、北川たか子、加藤淳也、根岸一正、外野村晋、河村弘二、相原巨典、ヤン・エリック、斉藤司、小倉雄三、堀勉、高野隆志、山浦栄、五野上力、亀山達也、相馬剛三、五十嵐美鈴、森本浩 | 高久進           | 鷹森立一 |
| 第214話 | 7月7日   | ニューカレドニア大追跡           | 新藤恵美、丹波義隆、竹田かほり、吉田義夫、根岸一正、斉藤司、大木史郎、伊達弘、土山登士幸、加藤淳也、ヤン・エリック | 高久進           | 鷹森立一 |
| 第215話 | 7月14日  | 白バイに乗った痴漢               | 三角八郎、鳥居恵子、遠藤真理子、井原千寿子、力石考、河合絃司、伊藤慶子、町田政則、細野輝利、井上邦道、久木念、浦上義久 | 高久進           | 山口和彦 |
| 第216話 | 7月21日  | 口裂け女連続殺人事件             | 児島美ゆき、佐藤仁哉、梅津栄、江角英明、山口恵子、千うらら、波平光生、永井玄哉、五野上力、池上明治、大家博 | 池田雄一         | 山内柏   |
| 第217話 | 7月28日  | 3時間30分銀行支店長夫妻の秘密    | 西沢利明、原良子、片岡五郎、冷泉公裕、鮎川浩、中田聖樹、谷本小代子、久木念、山口正一郎、石井浩、木村修、松本清、森本浩、三宮一男、石川洋子、上田三津子 | 池田雄一         | 山口和彦 |
| 第218話 | 8月4日   | 梟の森みな殺しの夜               | 河原崎長一郎、山口いづみ、蟹江敬三、市川好朗、近藤宏、山本清、近藤準、平田守、大友龍三郎、高月忠、志方亜紀子、田川勝雄、武田博志、前田晃一、山口正一郎、伊藤慶子 | 高久進           | 鷹森立一 |
| 第219話 | 8月11日  | ニューカレドニア新婚殺人事件     | 新藤恵美、竹田かほり、小野川公三郎、小林稔侍、相沢治夫、名川貞郎、井村昂、今村均、山口正二郎、井上邦道、ジューディー・イーゼンシュミット、ヤン・エリック (クレジットなし)五野上力 | 高久進、池田雄一 | 鷹森立一 |
| 第220話 | 8月18日  | お化けに呼ばれた嘘つき少年       | 荒木道子、原口剛、東山明美、吉岡ひとみ、内藤杏子、荻野尋、重田尚彦、工藤光子、名倉嘉子、大川内靖、川上和典、佐久間良 | 高久進           | 鷹森立一 |
| 第221話 | 8月25日  | 海抜3170米の空中ブランコ         | 矢吹二朗、横森久、川井伸旺、榊ひろみ、田川勝雄、芦葉京子、黒田努、満仲志保、伊達弘、今村均、井上邦道、持原洋樹 | 池田雄一         | 堀長文   |
| 第222話 | 9月1日   | 大暴走!バスジャック              | ジョニー大倉、沢井桃子、沢田勝美、小鹿番、奥村公延、田中筆子、北村昌子、下村節子、細野輝利、相馬剛三、山口正一郎、溝口舜亮、青木茂、河合絃司、相沢治夫、伊達弘、今村均、井上邦道、横井功三、佐藤吉蔵、持原洋樹、立川良一、松本清、上田三津子                                                                                              | 高久進、永井達郎 | 山口和彦 |
| 第223話 | 9月8日   | バスジャック対四人の狙撃者       | ジョニー大倉、沢井桃子、沢田勝美、奥村公延、田中筆子、下村節子、北村昌子、細野輝利、相馬剛三、 横井功三、溝口舜亮、山口正一郎、青木茂、相沢治夫、高野隆志、上田三津子、久木念、佐藤吉蔵、中丸忠雄 | 高久進、永井達郎 | 山口和彦 |
| 第224話 | 9月15日  | 九月の海から出てきた女の手首     | 鳥居恵子、遠藤真理子、頭師佳孝、史織ゆき、高品格、梅津栄、阪上和子、遠藤征茲、汐路章、浅見小四郎、里木佐甫良、谷本小代子、津山栄一、杏里香代子、岡恵美子 | 高久進           | 鷹森立一 |
| 第225話 | 9月22日  | 少年野球チーム誘拐               | 安部徹、平泉征、睦五郎、月丘千秋、岡本ひろみ、山田光一、森祐介、井村昂、清水照夫、関根聖一郎、青木茂、青柳武志、古本新之輔、池田進、勝光徳、木村幸弘、溜健二、浦上義久、立川良一、佐々木修平 | 高久進           | 小松範任 |
| 第226話 | 9月29日  | 電話魔                           | 西田健、今井和子、片桐竜次、中井徹、野沢由香里、島本須美、樋口和子、河合絃司、竹田光裕、神ひろし、内藤路代、佐藤吉蔵、波平光生、五野上力、石井浩、鎌田功、樫村まゆみ、山口正一郎、大後守、平野真里、松本清、今村均、南原晋 | 池田雄一         | 山内柏   |
| 第227話 | 10月6日  | Gメン対香港の人喰い虎            | 楊斯、韓英傑、蕭錦、ジョニー大倉、石田信之、芦葉京子、石橋雅史、中崎康貴、鈴木正範、田村克彦、伊達弘、黒田努、林弘造、山口恵子、今村均、猛虎シーザー | 掛札昌裕、高久進 | 山口和彦 |
| 第228話 | 10月13日 | Gメン対香港の人喰い虎PART2       | 楊斯、韓英傑、蕭錦、ジョニー大倉、石田信之、芦葉京子、鈴木正範、田村克彦、増田忠則、沼崎和則、横井功三、猛虎シーザー | 掛札昌裕、高久進 | 山口和彦 |
| 第229話 | 10月20日 | 暴走トラック殺人ゲーム           | 尾藤イサオ、水原ゆう紀、楠トシエ、冷泉公裕、ポール牧、田中浩、遠藤征慈、鮎川浩、力石考、杏里佳代子、武田博志、今村均、高月忠、山浦栄、山田光一、石井浩、山口正一郎、立川良一 | 高久進           | 鷹森立一 |
| 第230話 | 10月27日 | 零下50度からの逃亡者             | クリストファー・グレゴリー (声：村越伊知郎)、CATHERINE SYDEE (声：太田淑子)、ジェリー・ククルスキー (声：池水通洋)、BALERIE LAUGLIN (声：田中真弓)、久地明、鳥巣哲生、信実一徳、井上邦道、武島麻美、高田早苗、久木念、草野純三、那須清、高野隆志、石川洋子                                                                                | 高久進           | 鷹森立一 |
| 第231話 | 11月3日  | 危機一髪!車椅子の女刑事          | 大塚道子、児島美ゆき、小野川公三郎、里木佐甫良、十勝花子、北川たか子、きくち英一、里見和香、小川露里、浅見小四郎、近藤準、五野上力、名川貞郎、泉福之助、伊藤慶子 | 池田雄一         | 山内柏   |
| 第232話 | 11月10日 | 幽霊殺人                         | 三戸部スエ、水原麻紀、今福正雄、蟹江敬三、原良子、三重街恒二、大友龍三郎、相馬剛三、山田光一、寄山弘、伊達弘、工藤啓子、土田恵美子、牧よし子、樫村まゆみ、高橋ひとみ | 西島大           | 小松範任 |
| 第233話 | 11月17日 | 金髪女性連続殺人事件             | 細谷有喜子、堀礼文、三角八郎、今井和子、近藤宏、森祐介、氷室浩二、相沢治夫、山田昌人、高杉哲平、八百原寿子、五野上力、工藤光子、高野隆志、永田エミ、平山順子、杏里加代子、大峰順二、今村均、高原孝好、上野京子 | 高久進           | 山口和彦 |
| 第234話 | 11月24日 | 女たちの拳銃泥棒                 | 山本みどり、頭師佳孝、早崎文司、辻シゲル、宮川みつ子、高品正広、町田政則、五野上力、山口正一郎、武田博志、岸下雅代、佳島由季、熊谷真利子 | 高久進           | 鷹森立一 |
| 第235話 | 12月1日  | 師走のトリック殺人               | 鳥居恵子、遠藤真理子、石田信之、横森久、三木敏彦、芦葉京子、皆川明男、番場恵介、石井浩、山口正一郎、伊達弘、山浦栄、村添豊徳、大島博樹 | 高久進           | 山内柏   |
| 第236話 | 12月8日  | 国会議員宿舎の連続強盗事件       | 岡元達哉、小林伊津子、鈴木瑞穂、堀内正美、小栗一也、内田稔、吉岡ひとみ、池田史比古、津山栄一、小倉雄三、今西正男、灰地順、山田光一、山本武、入江正徳、田辺進三、早川雄三、中丸忠雄 | 高久進           | 小松範任 |
| 第237話 | 12月15日 | カーアクション強盗団             | 范文雀、古尾谷雅人、重田尚彦、永谷悟一、辻萬長、山本清、小笠原弘、近藤準、河合絃司、内藤路代、島本宏、洲屋晋吾、猪野剛太郎、今村均、山口正一郎、伊達弘、寺島幹夫、井上邦道、立川良一 | 掛札昌裕         | 山口和彦 |
| 第238話 | 12月22日 | ジングルベルに呼ばれた幽霊       | 田中明夫、早川保、細川俊夫、大山いづみ、志方亜紀子、高野隆志、山口正一郎、久木念、武田博志、井上邦道 | 高久進、掛札昌裕 | 鷹森立一 |
| 第239話 | 12月29日 | 親を撃ち殺す子供たち             | 吉田次昭、斉藤浩子、中島葵、冷泉公裕、土方弘、鮎川浩、石井富子、団巌、菊地敏明、宮地謙吾、五野上力、小石沙菜江、章文栄、今村均、山田光一、山浦栄、井上邦道、松本清、浦上義久 | 高久進           | 山内柏   |

### 1980年
| 各話    | 放送日   | サブタイトル                     | ゲスト | 脚本                     | 監督     |
| ------- | -------- | -------------------------------- | --- | ------------------------ | -------- |
| 第240話 | 1月5日   | '80新春おせち料理毒殺事件        | 鳥居恵子、遠藤真理子、武知杜代子、沢井桃子、早崎文司、桂文治、十勝花子、山田光一、大木史朗、山口正一郎、久木念、石川洋子、前島義行、高村和栄                                                                                          | 高久進                   | 鷹森立一 |
| 第241話 | 1月12日  | 囚人護送                         | 平泉征、三角八郎、阪上和子、片岡五郎、長谷川弘、大友龍三郎、中井啓輔、弘松三郎、友金敏雄、相馬剛三、宍戸久一郎、樫村まゆみ、井上邦道、石川洋子、山浦栄                                                                                | 掛札昌裕、西島大、高久進 | 堀長文   |
| 第242話 | 1月19日  | 美女たちの密室殺人               | 結城しのぶ、水原麻記、田中麻里、佐藤仁哉、宗方奈美、早川雄三、五野上力 | 西島大                   | 山内柏   |
| 第243話 | 1月26日  | 奇妙な男と女のギャング           | 谷村昌彦、竹井みどり、新橋耐子、内田稔、片桐竜次、辻萬長、肥土尚弘、河合絃司、相沢治夫、山田光一、八百原寿子、山浦栄、菊地敏明、井上邦道                                                                                              | 山村英司、高久進         | 山口和彦 |
| 第244話 | 2月2日   | 女教師の殺人!                    | 岩本多代、桜井浩子、神保共子、田中筆子、田辺進三、小鹿番、重田尚彦、近藤準、長谷川桂子、伊藤奈穂美、佐々木修平、山本三枝子、山口正一郎、伊達弘、小林綾子、長谷部みどり、松本清、森本浩、立川良一                                      | 山村英司                 | 小松範任 |
| 第245話 | 2月9日   | 浴槽の死美人                     | 小池朝雄、有吉ひとみ、川合伸旺、遠藤征慈、原口剛、河合絃司、相馬剛三、横井功三、五野上力、横山繁、池田広法、谷本小代子、山田昌人、石井茂樹、畑中猛重、那智映美、中丸忠雄                                                              | 西島大                   | 山口和彦 |
| 第246話 | 2月16日  | 女子大学入試殺人事件             | 楠田薫、細川俊夫、志方亜紀子、杉真由美、山谷初男、阪上和子、野上祐二、相原巨典、小川露里、河合絃司、山田光一、石川洋子、松下砂稚子、五野上力、城春樹、阿部健多、植田多華子、森本修                                                    | 高久進                   | 山内柏   |
| 第247話 | 2月23日  | 午前０時の漂流死体               | 織本順吉、稲葉義男、下條正巳、久富惟晴、児島美ゆき、江角英明、下村節子、森祐介、秋好光果、八幡洋之、山口正一郎、相沢治夫、谷本小代子、鎌田功、青砥洋、杏里香代子、溜健二                                                              | 山村英司                 | 山口和彦 |
| 第248話 | 3月1日   | 警察の中に出た幽霊               | 峰岸徹、沢井桃子、下塚誠、蟹江敬三、神保共子、 内田稔、加地健太郎、辻シゲル、あき竹城、中井徹、三輪里香、河合絃司、原田力、八百原寿子、会田由来、山田昌人、山口正一郎、持原洋樹、久木念、上田三津子、近松敏夫、石井浩                 | 高久進                   | 山口和彦 |
| 第249話 | 3月8日   | コペンハーゲン女子留学生殺人事件 | 丹波義隆、朝加真由美、遠藤征慈、内田朝雄、新橋耐子、藤木敬士、河合絃司、大友龍三郎、ブラウニィ・トンプソン、アンドリュー・ヤリナ、ワニタ・ソマーボルト                                                                                | 高久進                   | 鷹森立一 |
| 第250話 | 3月15日  | パリ・セーヌ河に浮かんだ裸女     | 島かおり、小坂一也、西田健、きくち英一、ジョン・ランカスター、マリー・ジョゼ・ビトー、サーバー・モロス、ムニエル・ブラウイ | 西島大                   | 鷹森立一 |
| 第251話 | 3月22日  | Gメン対エーゲ海の骸骨            | 滝田祐介、岩本多代、カール・ピータンソン、デビット・モリソン、ナイジェル・リード、ピーター・ストーン、大矢兼臣 | 高久進、西島大           | 鷹森立一 |
| 第252話 | 3月29日  | 15年前の女の死体                 | 高品格、堀内正美、小林伊津子、小鹿番、井上博一、高野隆志、高野真二、高月忠、河合絃司、相馬剛三、亀山達也、伊達弘、五野上力、松山武由、生江和夫、武田博志、名護屋一、関田恵子、石井浩、井上邦道、立川良一、久木念                      | 西島大                   | 小松範任 |
| 第253話 | 4月5日   | 白バイに乗った暗殺者たち         | 平泉征、結城しのぶ、三浦真弓、石山律雄、辻萬長、根岸一正、片岡五郎、力石考、奥野匡、田辺進三、堀礼文、森祐介、町田政則、秋津良子、近松敏夫、稲川義一、山崎満、武田博志、井上邦道、田中道代、中丸忠雄 (クレジットなし)山口正一郎       | 高久進                   | 山口和彦 |
| 第254話 | 4月12日  | 警視庁の女スパイ                 | 平泉征、結城しのぶ、三浦真弓、石山律雄、辻萬長、根岸一正、片岡五郎、力石考、辻シゲル、秋津良子、近松敏夫、稲川義一、山崎満、木村修、中丸忠雄                                                                                          | 高久進                   | 山口和彦 |
| 第255話 | 4月19日  | 女が掘った落し穴                 | 児島美ゆき、沢田勝美、西沢利明、加藤和夫、平田守、近藤準、大下哲矢、高野真二、河合絃司、鳥巣哲生、西本裕行、福岡正剛、池田直人、高野隆志、武田博志、清水照夫、晴海勇三、伊達弘、井上邦道、中丸忠雄                                    | 池田雄一                 | 山内柏   |
| 第256話 | 4月26日  | 死体に呼ばれた女刑事             | 目黒祐樹、吉岡ひとみ、内藤杏子、冷泉公裕、内田勝正、内田稔、丹古母鬼馬二、きくち英一、新井和夫、山田光一、依田英助、松山武由、山口正一郎、立川良一、久木念                                                                            | 山村英司                 | 鷹森立一 |
| 第257話 | 5月3日   | 大暴走!囚人護送車                | 鳥居恵子、遠藤真理子、志方亜紀子、古尾谷雅人、 梅津栄、谷本小代子、川島祐介、飯田裕美、斉藤薫子、高具草子、内藤路代、石川洋子、山本三枝子、酒井晴人、山崎忠司、杏里香代子、武島麻美、福島歳江                                         | 高久進                   | 鷹森立一 |
| 第258話 | 5月10日  | 大空港の逃亡者                   | 頭師佳孝、川辺久造、有吉ひとみ、堀礼文、鮎川浩、里木佐甫良、狭間鉄、斉藤司、武田博志、小甲登枝恵、佐川二郎、永井秀男、谷川みゆき、木村修、小川露里                                                                                    | 池田雄一                 | 山内柏   |
| 第259話 | 5月17日  | 銭湯帰りのOL殺人事件             | 今福将雄、菅井きん、久富惟晴、陶隆司、市川夏江、水島美奈子、藤田宗久、岸正明、奥村公延、奥野匡、森田理恵、相馬剛三、山口正一郎、武田博志                                                                                              | 高久進                   | 小松範任 |
| 第260話 | 5月24日  | 悪魔の結婚式                     | 新藤恵美、三角八郎、石田信之、圓山淳也、団巌、伊達弘、石井宏明、永谷悟一、井上邦道、荻野陽児、 後根宣将、藤田裕二 | 山村英司                 | 山口和彦 |
| 第261話 | 5月31日  | 初夏の夜女の部屋に忍ぶコソ泥     | 竹田かほり、早崎文司、丹古母鬼馬二、内藤杏子、矢野間啓二、米倉幸、相馬剛三、伊藤巧美、高橋竜司 | 高久進                   | 鷹森立一 |
| 第262話 | 6月7日   | 真夜中の偽装殺人                 | 水原麻記、片岡五郎、鮎川浩、原良子、高野真二、 阿部健多、浅見小四郎、小川より子、山田光一、五野上力、山口正一郎、井上邦道、松本清、中丸忠雄                                                                                           | 西島大                   | 山内柏   |
| 第263話 | 6月14日  | 痴漢のアリバイ                   | 竹田かほり、竹井みどり、酒井昭、小鹿番、市川夏江、池田広法、桑原恵子、関田恵子、桜田薫 | 西島大                   | 小松範任 |
| 第264話 | 6月21日  | 悪魔の棲む家                     | 真山知子、睦五郎、新橋耐子、池田鴻、河合絃司、飯田テル子、大磯学、相沢治夫、里見和香、氷室浩二、広京子 | 池田雄一                 | 山口和彦 |
| 第265話 | 6月28日  | 死化粧の女                       | 岩本多代、六本木真、塩見三省、河合絃司、 近松敏夫、中田譲治、川島祐介、今井久、中真千子、伊達弘、山本緑、山田光一、高野隆志、山口正一郎、小林徹也、中丸忠雄                                                                           | 西島大                   | 小松範任 |
| 第266話 | 7月5日   | 殺人暴走オートバイ集団!三途の川  | 頭師佳孝、三遊亭円歌、近藤宏、十勝花子、星清子、重田尚彦、徳弘夏生、小幡一雅、松山武由、唐須由利子、石井茂樹、五野上力、井上邦道、山口正一郎、松本清、武田博志、今井久、佐藤昇、荻原哲也、佐野道子、棟里佳、斉藤徳子、松本修          | 高久進                   | 山口和彦 |
| 第267話 | 7月12日  | Gメン対世界最強の香港カラテ      | 何宗道、楊斯、江島、屠龍、高品格、力石考、竹井みどり、永井秀明、好井ひとみ、辰馬伸、竜咲隼人、鈴木正範、麓正司 | 高久進                   | 鷹森立一 |
| 第268話 | 7月19日  | Gメン対世界最強の香港カラテPART2 | 何宗道、楊斯、江島、屠龍、高品格、力石考、竹井みどり、永井秀明、好井ひとみ、辰馬伸、竜咲隼人、鈴木正範、麓正司 | 高久進                   | 鷹森立一 |
| 第269話 | 7月26日  | 少年とギャングの自転車レース     | 蟹江敬三、前田晃一、神保共子、内藤杏子、大下哲矢、浅見小四郎、市原清彦、山田光一、五野上力、山浦栄、木村修、石川洋子、石井浩、鎌田功                                                                                                  | 高久進                   | 山内柏   |
| 第270話 | 8月2日   | 香港カラテ殺人旅行               | 何宗道、遠藤真理子、鳥居恵子、吉岡ひとみ、佐藤仁哉、石橋雅史、竜咲隼人、鈴木正範、麓正司 | 高久進、山村英司         | 鷹森立一 |
| 第271話 | 8月9日   | 警視庁パトカー盗難事件           | 西沢利明、谷川みゆき、片岡五郎、川上伸之、山口嘉三、辻シゲル、宮本幸子、大貫一孝、阿部光子、相馬剛三、宍戸久一郎、小野正隆、五野上力、山口正一郎、井上邦道                                                                            | 高久進                   | 堀長文   |
| 第272話 | 8月16日  | 東京－神戸電話殺人               | 水原ゆう紀、沢田勝美、三木敏彦、河合絃司、徳弘夏生、川島祐介、肥土尚弘、松山武由、伊達弘、前平広美、竹田かほり | 池田雄一                 | 鷹森立一 |
| 第273話 | 8月23日  | 怪談 死霊の棲む家                | 島かおり、中野誠也、陶隆司、中島葵、江角英明、 丹古母鬼馬二、福田妙子、今西正男、田川勝雄、谷本小代子、小池栄、山本緑、山口正一郎、小山晶行、山田光一、小甲登枝恵、武田博志、藤木武司、島袋京子、吉田博喜、成田誠、飯塚仁樹、井上邦道 | 高久進                   | 小松範任 |
| 第274話 | 8月30日  | 東京原宿族 この夏の犯罪          | 星野真弓、石田信之、梅津栄、成瀬正、十勝花子、 中田譲治、野瀬哲男 | 西島大                   | 鷹森立一 |
| 第275話 | 9月6日   | 警官の妻たちの連続殺人           | 山本みどり、小野川公三郎、睦五郎、田口計、三角八郎、金井大、遠藤征慈、頭師孝雄、溝口舜亮、加地健太郎、小沢左生子、下村節子、柚木悦子、岡田和子、常井浩、藤岡大樹、山浦栄、木村修                                                      | 西島大                   | 山内柏   |
| 第276話 | 9月13日  | 夜囁く女の骸骨                   | 島かおり、中野誠也、蟹江敬三、江角英明、武知杜代子、市川好朗、徳弘夏生、今西正男、河合絃司、 宍戸久一郎、井村昂、相馬剛三、武田博志、山口正一郎、小山晶行、関田恵子、青山礼子、樫村まゆみ、 佐藤達郎                                  | 高久進                   | 小松範任 |
| 第277話 | 9月20日  | 大暴走!ガソリンタンクローリー    | 福田豊土、伊東達広、石原祐、池田直人、町田政則、石井浩、佐藤達郎、永井雅春、山口正一郎、勝田久、沢田浩二 | 池田雄一                 | 山口和彦 |
| 第278話 | 9月27日  | エマニエル連続殺人事件           | 中島ゆたか、水原麻紀、堀内正美、原良子、加藤和夫、福田公子、市原清彦、田辺進三、岡幸次郎、井村昂、関田恵子、藤田宗久、武島麻美 | 池田雄一                 | 堀長文   |
| 第279話 | 10月4日  | FBIから来た女刑事                | 森マリア、小林稔侍、北島マヤ、酒井昭、樋口和子、高橋由華、ジェイソン・グレゴリー、キャサリン・サイディ、シャーリー・クラーク、T・スティーブンソン                                                                                     | 高久進                   | 鷹森立一 |
| 第280話 | 10月11日 | パリから来た車椅子の女刑事       | 夏木マリ、真理明美、ジョン・Ｓ、ナイジェル・Ｒ、ヤン・エリック、ジェームス・Ｒ、ラッセ・Ｓ、ゲイリー・Ｋ | 高久進                   | 山口和彦 |
| 第281話 | 10月18日 | 夜歩く魔物の花嫁                 | 島かおり、本間文子、粟津號、江角英、灰地順、徳弘夏生、日野道夫、南祐輔、荒川保男、丘みさお、宍戸久一郎、山口正一郎、武田博志、小山昌幸、佐藤達郎                                                                                      | 高久進                   | 小松範任 |
| 第282話 | 10月25日 | 肉体のない女が呼んでいる         | 吉岡ひとみ、松橋登、戸浦六宏、目黒幸子、滝沢双、木田愛子、相沢治夫、岸本功、松山武由、五野上力、山口正一郎 | 山村英司                 | 鷹森立一 |
| 第283話 | 11月1日  | オホーツク海の幽霊船             | 原泉、下塚誠、久富惟晴、土方弘、辻萬長、塩見三省、北村大造、河合絃司、山口嘉三、立川良一、バイナム・Ｄ、上平幸忠、小野正隆 (クレジットなし)奥村公延                                                                                   | 山村英司、高久進         | 堀長文   |
| 第284話 | 11月8日  | 金髪女性バスルーム殺人事件       | 川口敦子、吉田次昭、宗方奈美、平松慎吾、佐古雅誉、鈴木志郎、山田光一、津山栄一、今井久、竹田かほり | 高久進                   | 小西通雄 |
| 第285話 | 11月15日 | 満月の夜 女の血を吸う男          | 島かおり、蟹江敬三、左時枝、江角英、蔵一彦、今西正男、菅沼赫、大木正司、徳弘夏生、井村昂、坂井寿美江、樋口のり子、小山昌幸、山田光一、小笠原弘、宍戸久一郎、武田博志、山浦栄                                                          | 高久進、小松範任         | 小松範任 |
| 第286話 | 11月22日 | スカート切り裂き魔               | 児島美ゆき、小坂一也、福崎和宏、出光元、島田雄三、佐藤昇、里見和香、石川洋子、中丸忠雄(クレジットなし)五野上力、伊達弘 | 西島大                   | 山口和彦 |
| 第287話 | 11月29日 | 手術台の上の悪魔                 | 野際陽子、橋本功、香野百合子、近藤宏、小鹿番、林ゆたか、岡本達哉、平田守、桑原恵子、武田弘樹、会田由来、五野上力、武田博志、山口正一郎                                                                                                | 押川國秋                 | 鷹森立一 |
| 第288話 | 12月6日  | 唇を奪われた女刑事               | 森マリア、ニック・Ｌ、デオ・Ｒ、ジェニー・Ｃ、ノーマン・Ｓ、ナイジェル・Ｒ、ローラン・Ｔ、エリック・Ｗ、ジェームス・Ｎ、山田光一、武田博志                                                                                            | 西島大、内藤誠、高久進   | 鷹森立一 |
| 第289話 | 12月13日 | 裸の女囚たち                     | 夏木マリ、水原麻記、荒木道子、吉岡ひとみ、遠藤征慈、飛鳥裕子、阪上和子、北城真記子、小沢寿美江、加地健太郎、森祐介、池田直人、立川良一、石井浩、松山武由、中丸忠雄                                                                    | 山村英司、小松範任       | 鷹森立一 |
| 第290話 | 12月20日 | X’masカードの中の人骨            | 島かおり、志賀勝、蟹江敬三、絵沢萠子、今西正男、徳弘夏生、石井亜希子、宍戸久一郎、樋口のり子、山田光一、森瞳子、武田博志、小山昌幸、佐藤達郎(クレジットなし)山口正一郎                                                                | 高久進                   | 小松範任 |
| 第291話 | 12月27日 | 女たちの殺人忘年会               | 江波杏子、進千賀子、志方亜紀子、原田樹世土、小泉比路子、三上剛、松山武由、伊達弘、立川良一、杉山孝志、森瞳子 | 内藤誠、高久進           | 佐藤純弥 |

### 1981年
| 各話    | 放送日   | サブタイトル                       | ゲスト | 脚本               | 監督       |
| ------- | -------- | ---------------------------------- | --- | ------------------ | ---------- |
| 第292話 | 1月10日  | 香港の女カラテ対Gメン              | 梁小龍、廖安麗、揚斯、黄薇薇、鈴木瑞穂、辻蔓長、中島めぐみ、河合絃司、中井徹、竜咲隼人、鈴木正範、麓政司 (クレジットなし)CLEN THOMSON | 高久進             | 山口和彦   |
| 第293話 | 1月17日  | 香港の女カラテ対GメンPART2         | 梁小龍、廖安麗、揚斯、黄薇薇、鈴木瑞穂、辻蔓長、中島めぐみ、河合絃司、中井徹、竜咲隼人、鈴木正範、麓政司 (クレジットなし)CLEN THOMSON | 高久進             | 山口和彦   |
| 第294話 | 1月24日  | 香港の女カラテ対GメンPART3         | 梁小龍、廖安麗、揚斯、黄薇薇、鈴木瑞穂、辻蔓長、中島めぐみ、河合絃司、中井徹、竜咲隼人、鈴木正範、麓政司 (クレジットなし)CLEN THOMSON | 高久進             | 山口和彦   |
| 第295話 | 1月31日  | 午前６時の通り魔                   | 長門勇、坂東正之助、山本清、片岡五郎、平松慎吾、小沢寿美恵、堀礼文、浅見小四郎、池田広法、今井耕二、津山栄一、狩野勝彦、山口陽美、小甲登枝恵、伊達弘、水原仗二、高野隆志、久木念 | 高久進             | 堀長文     |
| 第296話 | 2月7日   | 雪の夜 悪魔が生んだ赤ん坊          | 島かおり、石井亜希子、蟹江敬三、根岸季衣、成瀬正、川合伸旺、今西正男、徳弘夏生、大矢兼臣、今井久、相沢治夫、伊達弘、宍戸久一郎、五野上力、内藤路代、小山昌幸、石井浩、立川良一、杉山孝志、佐藤達郎 | 高久進             | 小松範任   |
| 第297話 | 2月14日  | ラッシュアワーに動く指             | 長門勇、谷川みゆき、飛鳥裕子、頭師佳孝、山本清、長谷川弘、出光元、岡田美佐子、桑原恵子、中田譲治、伊達弘、入江正徳、平野真理 | 高久進             | 瀬川昌治   |
| 第298話 | 2月21日  | ヌードカメラマン殺人事件           | 横森久、佳那晃子、原良子、前田昌明、ポール牧、佐古雅誉、会田由来、伊達弘、相馬剛三、斉藤司、山浦栄、木村修、久木念、鎌田功 | 西島大             | 堀長文     |
| 第299話 | 2月28日  | 青い目の人形バラバラ殺人事件       | 辰巳柳太郎、早乙女愛、十勝花子、木田三千雄、平松慎吾、西本裕行、谷本小代子、川島祐介、宍戸久一郎、俵健太郎、菅原純、茂木昌則、山口正一郎、武田博志、石井浩、江村和紀 | 高久進             | 佐藤純弥   |
| 第300話 | 3月7日   | 盗まれた女たち                     | 小林稔侍、根岸一正、福崎和宏、西田健、星野真弓、沢田勝美、内田朝雄、稲野和子、加藤和夫、中真千子、河合絃司、新井和夫、原田力、滝川潤、市原清彦、達純一、友金敏雄、吉宮慎一、五野上力、三上剛、樫村まゆみ、武島麻美、山口正一郎 (クレジットなしの出演者)立川良一、鎌田功、清水照夫                                                     | 佐藤純弥           | 山口和彦   |
| 第301話 | 3月14日  | 盗まれた女たちPART2                | 小林稔侍、根岸一正、福崎和宏、西田健、星野真弓、沢田勝美、内田朝雄、稲野和子、加藤和夫、中真千子、河合絃司、新井和夫、原田力、滝川潤、市原清彦、達順一、友金敏雄、北村大造、下村節子、入江正徳、里見和香、吉宮慎一、樫村まゆみ (クレジットなしの出演者)立川良一、鎌田功、清水照夫、中井徹、関田恵子、宍戸久一郎、五野上力、山口正一郎 | 佐藤純弥           | 山口和彦   |
| 第302話 | 3月21日  | 露天風呂に浮かんだ白い死体         | 島かおり、三浦真弓、利根はる恵、久富惟晴、今西正男、塩見三省、北九州男、徳弘夏生、宍戸久一郎、三重街恒二、大矢兼臣、益田愛子、石井亜希子、田畑ゆか、伊達弘、武田博志、小山昌幸、杉山孝志、立川良一、浦上嘉久、松井功 | 高久進             | 小松範任   |
| 第303話 | 3月28日  | 殺し屋新婚夫婦                     | 下元勉、井原千寿子、吉岡ひとみ、伊藤高、森大河、保科三良、五野上力、浦上嘉久、大野和浩、上平幸忠、平井一幸、福島歳恵、木村修 | 西島大、押川國秋   | 山内柏     |
| 第304話 | 4月4日   | プロ野球開幕ナイター殺人事件       | 二戸義則、吉田由美子、松本誠一、三谷昇、梅田智美、原田清人、高野真二、小鹿番、小池栄、井村昂、山口正一郎、山本啓二 | 西島大             | 堀長文     |
| 第305話 | 4月11日  | ノーパン喫茶殺人事件               | 児島美ゆき、下塚誠、早崎文司、梅津栄、堀礼文、 深見博、三崎奈美、朝霧友香、三原玲奈、高本直子、久木念、松井功、浦上嘉久、立川良一、山口正一郎 | 西島大、高久進     | 山口和彦   |
| 第306話 | 4月18日  | サヨナラGメンの若き獅子たち!       | 田坂都、片桐竜次、高月忠、浅見小四郎、平松慎吾、飯原夕佳、音羽千佳子、松山武由、坂本由英、山口正一郎、武島麻美、山口陽美、鎌田恵子、樫村まゆみ、高野隆志、井上邦道、石井浩、山浦栄 | 高久進             | 小西通雄   |
| 第307話 | 4月25日  | 新・Gメンの罠はヌード金髪死体      | 津嘉山正種、吉田真弓、内田勝正、久地明、ジャック・マンガン、フレッド・クラーク、フランク・ディビス、ナイジェル・リード、Ｅ・リチャード、レイチェル・ハガディ | 高久進             | 小松範任   |
| 第308話 | 5月2日   | 新・Gメンの罠はヌード金髪死体PART2 | 津嘉山正種、吉田真弓、内田勝正、久地明、ジャック・マンガン、トニー・マトブ | 高久進             | 小松範任   |
| 第309話 | 5月9日   | 15年も生きていた死体               | 谷村昌彦、谷川みゆき、遠藤征慈、沢田勝美、佐藤晟也、相馬剛三、武田博志、宍戸久一郎、井上邦道、立川良一、染谷仁奈、福島歳恵、高本直子、高野隆志 | 高久進             | 山口和彦   |
| 第310話 | 5月16日  | バスルーム切り裂き魔               | 長塚京三、鮎川浩、カムダー・テヴァニー、イソルダ・アレマン、宮田光、井村昂、佐藤達郎、鎌田功 | 西島大             | 山口和彦   |
| 第311話 | 5月23日  | 裸の女の死体を運ぶ刑事             | 早崎文司、福崎和宏、佐藤京一、出光元、谷本小代子、名倉嘉子、小川ひとみ、相原巨典、晴海勇三、武田博志、石波義人、宮脇志都 | 高久進             | 瀬川昌治   |
| 第312話 | 5月30日  | 口紅連続殺人事件                   | 松橋登、左時枝、楠田薫、堀礼文、柄沢英二、山口正一郎、宍戸久一郎、立川良一、浦上嘉久、川村繁代、高本直子、深堀まゆみ、有戸美知子、杉山孝志、伊藤良昭、森本浩 | 高久進             | 堀長文     |
| 第313話 | 6月6日   | 聖女たちの殺人トリック             | 久保菜穂子、北村総一郎、露原千草、十勝花子、東 龍明、桑原恵子、樋口和子、会田由来、伊達弘、五野上力、石川洋子、井上邦道、立川良一、樫村まゆみ、スティーヴ・ウィリアム、エドワード・メイスン、ケイン・ペン | 佐藤純弥           | 山口和彦   |
| 第314話 | 6月13日  | 赤いレインコートの暗殺者           | 斉藤美和、竹井みどり、頭師孝雄、加藤和夫、原良子、志方亜希子、吉岡ひとみ、相原巨典、小寺大介、宮田光、山口正一郎、武田博志、関田恵子、内藤路代、吉田里香、宍戸久一郎、佐藤吉蔵、宮川陽介 | 高久進、小松範任   | 長石多可男 |
| 第315話 | 6月20日  | 独房の中の花嫁                     | 島かおり、稲野和子、田口計、梅津栄、石田太郎、塩見三省、石井亜希子、小山友成、大江徹、篠原大作、山浦栄、立川良一、伊藤良昭、有戸美知子、大村一郎、浦上嘉久 | 高久進             | 小松範任   |
| 第316話 | 6月27日  | 赤い千円札で煙草を買う男           | 西田健、水原麻記、小林稔侍、川崎あかね、木田三千雄、矢野間啓二、三重街恒二、根本嘉也、大村一郎、藤田真由美、伊達弘、樫村まゆみ、杉山隆史、 松本清明 | 佐藤純弥           | 小西通雄   |
| 第317話 | 7月4日   | 女の裏窓24時間                     | 根岸季衣、阿藤海、三角八郎、宗方奈美、中島元、樋口和子、徳弘夏生、井村昴、津路清子、岸野一彦、大山豊、団巌、竹内久美、木村修、伊達弘、杉山孝志、武田博志、山口正一郎、五野上力、中丸忠雄 (クレジットなし)山田光一 | 佐藤純弥           | 小松範任   |
| 第318話 | 7月11日  | 女の裏窓24時間PART2                | 根岸季衣、阿藤海、三角八郎、宗方奈美、小鹿番、 徳弘夏生、中島元、岸本功、浦上嘉久、高本直子、福島歳恵、山浦栄、安藤ひろみ、佐藤達郎、伊藤良昭、田島秀一、中丸忠雄 | 佐藤純弥           | 小松範任   |
| 第319話 | 7月18日  | 香港カラテ対北京原人               | 梁小龍、鄧偉豪、揚斯、李海生、奇奇、呉玉書、石剛、角友司郎、竜咲隼人、麓政司、永井雅春、伊藤漠、下塚誠、河合絃司 | 高久進             | 山口和彦   |
| 第320話 | 7月25日  | 香港カラテ対北京原人PART2          | 梁小龍、鄧偉豪、揚斯、李海生、呉玉書、角友司郎、竜咲隼人、麓政司 | 高久進             | 山口和彦   |
| 第321話 | 8月1日   | キャンピングカーに乗った鬼婆       | 井上幸子、丹子母鬼馬二、出光元、市川好朗、伊達弘、浦上嘉久、土肥潤子、川村繁代、晴海勇三、姉崎公美、立川良一、臼井真紀 | 高久進             | 山内柏     |
| 第322話 | 8月8日   | キャンピングカーに乗った鬼婆PART2  | 井上幸子、丹子母鬼馬二、出光元、市川好朗、伊達弘、浦上嘉久、土肥潤子、川村繁代、晴海勇三、姉崎公美、立川良一、臼井真紀 | 高久進             | 山内柏     |
| 第323話 | 8月15日  | 骸骨たちの海水浴                   | 織本順吉、遠藤真理子、下塚誠、大下哲矢、矢野間啓二、沢田勝美 | 高久進、永井達郎   | 小西通雄   |
| 第324話 | 8月22日  | 深夜放送に届いたバラバラ死体       | 岡江久美子、東野英心、冷泉公裕、林ゆたか、江角英、西本裕行、高野真二、井上高志、山口正一郎、五野上力、立川良一 | 高久進             | 小西通雄   |
| 第325話 | 8月29日  | 帰って来たラーメン屋刑事           | 柴田侊彦、福崎和宏、早崎文司、谷本小代子、内田稔、岡田美佐子、高品正広、日高徹夫、保科三良、坂本由英、五野上力、中村浩二 (クレジットなし)高野隆志 | 高久進             | 瀬川昌治   |
| 第326話 | 9月5日   | 闇の中の女子大生殺人               | 島かおり、高木均、堀礼文、石井亜希子、水野あや、中田譲治、近藤準、柄沢英二、平井雅士、荒瀬寛樹、有戸美知子、鎌田功、山口正一郎、立川良一 | 高久進             | 小松範任   |
| 第327話 | 9月12日  | マイホーム親と子の殺し合い事件     | 穂積隆信、榊ひろみ、川島祐介、牧口昌代、鮎川浩、原田樹世士、出光元、小池栄、山浦栄、宍戸久一郎、佐藤達郎、黒岩義和、浦上嘉久、石井浩、丘みさお、土肥潤子 | 榎田安孝、高久進   | 瀬川昌治   |
| 第328話 | 9月19日  | 香港カラテV.S赤い手裏剣の女        | 孟秋、月丘千秋、田中明夫、杉江廣太郎、中村孝雄、福田妙子、林崇正、江島、廖學明、李春華、蕭錦、ジョン・ラダルスキー、呉玉書、竜咲隼人、麓政司 | 高久進             | 小西通雄   |
| 第329話 | 9月26日  | 香港カラテV.S赤い手裏剣の女PART2   | 月丘千秋、田中明夫、杉江廣太郎、中村孝雄、福田妙子、孟秋、林崇正、江島、廖學明、李春華、蕭錦、呉玉書、ジョン・ラダルスキー、竜咲隼人、麓政司、不知火艶、徳田雅之、北九州男 | 高久進             | 小西通雄   |
| 第330話 | 10月3日  | 19才の金髪美女強盗団               | 下塚誠、マリア・モーガン、酒井昭、堀勉、田辺宏章、山本清、村上幹夫、小寺大介、坂本由英、斉藤司、山口正一郎、立川良一、石井浩、武田博志、メアリー・バットレット | 高久進             | 山口和彦   |
| 第331話 | 10月10日 | 新GメンVSニセ白バイ軍団            | 中丸忠雄、浜田晃、高品正広、達純一、大塚國夫、早川雄三、江角英、小沢寿美江、水野あや、山田光一、武田博志、山浦栄、五野上力、石井浩、中村浩二、岩井文男、山口正一郎、杉山孝志、前平広美、高野隆志 | 高久進             | 小松範任   |
| 第332話 | 10月17日 | 原宿・六本木の女を襲う男           | 阿藤海、林未来、早崎文司、丹古母鬼馬二、東龍明、小鹿番、近藤準、団巌、高月忠、永井玄哉、加地健太郎、鈴木泰明、久木念、竹内久美、佐々木修平、山口正一郎、高本直子、土肥潤子 | 高久進             | 山口和彦   |
| 第333話 | 10月24日 | 悪魔を呼ぶ子供                     | 西田健、岸田裕、片岡五郎、出光元、武知杜代子、 山野史人、北村晃一、松本由香里、三宅悦子、上杉二美、岸本功、五野上力、坂本由英、飯田テル子、岡幸次郎、木村修、山浦栄、石田庸子、山口正一郎、立川良一、生江和夫、浦上嘉久、木村栄、高部哲也                                                                                             | 石山昭信、高橋芳郎 | 下村和夫   |
| 第334話 | 10月31日 | 茶碗にテープを貼る変な泥棒         | 桑山正一、睦五郎、牧口昌代、小池栄、小山友成、市原清彦、伊達弘、山田光一、武田博志、井村昴、稲川善一、坂詰貴之、伊藤慶子、小甲登枝恵、高野隆志、林田拓、吉田昌美、久木念、小山昌幸、佐々木修平、佐藤吉蔵、杉山孝志、豊田初美 | 高久進             | 小松範任   |
| 第335話 | 11月7日  | 女刑事に恐怖が這いよる時           | 本間優二、竹井みどり、陶隆司、頭師孝雄、中田譲治、今西正男、町田政則、桑原恵子、田代孝男、徳田昌弘、木村栄、エンリケ・エスピリト、福岡康裕、田嶋秀一、田福佳代 | 高久進             | 山口和彦   |
| 第336話 | 11月14日 | エレベーター連続女性殺人事件       | 近石真介、岡本達哉、小林伊津子、片桐竜次、 津嘉山正種、三角八郎、大下哲矢、石井茂樹、宇南山宏、保科三良、井村昂、須永慶、八百原寿子、笠原さとみ、前平広美、有戸美智子 | 高久進             | 長石多可男 |
| 第337話 | 11月21日 | 荒れる中学生終電車殺人事件         | 真理明美、原良子、鹿又裕司、田中和洋、松林竜夫、安田裕治、近藤宏、堀礼文、中真知子、永浜三千子、辻シゲル、大井小町、丸岡奨詞、山浦栄、伊達弘、立川良一、山口正一郎、六井ゆり、福島歳恵 | 高久進             | 山内柏     |
| 第338話 | 11月28日 | 刑事が許可した殺人事件             | 平泉征、山本みどり、川島祐介、神保共子、平田守、徳弘夏生、高月忠、神戸まなみ、松山武由、木村栄、田口和政、小山昌幸、佐藤吉蔵、浦上嘉久、塚田順一、大村美樹 | 高久進             | 小西通雄   |
| 第339話 | 12月5日  | 金髪の女スリ学校                   | 小野みゆき、林未来、粟津號、出光元、鹿沼恵子、立川良一、石井浩、佐々木修平、高野隆志、前平広美、川村繁代、浦上嘉久、伊藤良昭、ポーラ・エドワーズ、デリア・エスピノーザ、リチャード・エスピノーザ、ゲール・グレゴリールル | 高久進             | 山口和彦   |
| 第340話 | 12月12日 | 闇に囁く連続女性殺人鬼             | 東野英心、今井和子、川辺久造、河合絃司、深見博、高品正広、津山栄一、長谷川広、井村昂、山口正一郎、前平広美、笠間さとみ、佐川二郎、立川良一、川村繁代、深堀まゆみ、竹田恵利子 | 高久進             | 山内柏     |
| 第341話 | 12月19日 | サンタクロース殺人事件             | 頭師佳孝、西山嘉孝、田口計、小林伊津子、奥村公延、宗方奈美、入江正徳、神田紅、下村節子、宍戸久一郎、樫村まゆみ、小甲登枝恵、山浦栄、伊藤慶子、伊達弘、佐川二郎、永井秀男、黒岩義和、隼田勇蔵、坂本由英、杉山孝志、浦上嘉久、山口正一郎、伊藤良昭                                                                                      | 吉田義昭、高久進   | 小松範任   |
| 第342話 | 12月26日 | ストッキング絞殺事件               | 坂東正之助、沢井桃子、鈴鹿景子、梅津栄、出光元、戸沢佑介、庄司三郎、山浦栄、名取幸政、桜井陽子、伊藤慶子、武田博志、宍戸久一郎、川村鉄平、佐々木修平、生江和夫、浦上嘉久 | 高久進             | 下村和夫   |

### 1982年
| 各話    | 放送日  | サブタイトル                    | ゲスト | 脚本       | 監督                         |
| ------- | ------- | ------------------------------- | --- | ---------- | ---------------------------- |
| 第343話 | 1月9日  | '82オートバイに乗った暗殺者たち | 北詰友樹、福田勝洋、西沢利明、嵯峨善兵、重田尚彦、三鈴栄子、新井和夫、岩浪とも子、井村昂、久木念、伊達弘、杉山孝志、有戸美知子、ウィルキンソン アーネスト | 高久進     | 山口和彦                     |
| 第344話 | 1月16日 | 真夜中の眼                      | 池田秀一、太宰久雄、吉岡ひとみ、小沢寿美恵、好井ひとみ、岡本広美、景山ます美、藤田宗久、丸岡奨詞、花巻五郎、会田由来、大川ひろみ、内藤路代、明石憬子、後藤いずみ、前平広美、竹内久美、桜井陽子、六井ゆり、植村由美、中林百合子、山口正一郎、浦上嘉久、佐川二郎、なべおさみ | 澤井信一郎 | 下村和夫                     |
| 第345話 | 1月23日 | 電話BOX連続殺人事件             | 左時枝、小林稔侍、成瀬正、中田譲治、田辺宏章、 宍戸久一郎、久木念、隼田勇蔵、立川良一、山口正一郎、杉山孝志、鎌田功、ノーマン・エス、ゲイル・グレゴリー、ティモシー・ケンプ | 高久進     | 小松範任                     |
| 第346話 | 1月30日 | 幽霊に殺された私                | 穂積隆信、三浦リカ、山本信吾、高野浩之、上月左知子、杉江廣太郎、景山ますみ、稲川善一、右京孝雄、山田光一、生江和夫、坂本由英、佐川二郎、米森義美、佐々木修平 | 高久進     | 長石多可男                   |
| 第347話 | 2月6日  | 生き返った５年前の死体          | 奈良富士子、石田信之、堀内正美、袋正、川辺久三、江角英、奥村公延、藤直子、中村浩二、六井ゆり、山本緑、五野上力、山口正一郎、山浦栄、ナイジェル・リード、サーバー・モロス、レオ・メンゲッティ、リチャード・エスピノーザ | 佐藤純弥   | 山内柏                       |
| 第348話 | 2月13日 | 生き返った５年前の死体!PARTⅡ    | 奈良富士子、石田信之、堀内正美、袋正、川辺久三、江角英、冷泉公裕、奥村公延、畑中猛、岸野一彦、山浦栄、浦上嘉久、前平広美、高野隆志 | 佐藤純弥   | 山内柏                       |
| 第349話 | 2月20日 | カムバック・サーモン殺人事件    | 内藤武敏、榊ひろみ、松林竜夫、岡幸恵、森大河、矢野間啓二、小寺大介、宍戸久一郎、近藤哲也、伊藤良昭、鈴木英明、福元和彦 | 高久進     | 堀長文                       |
| 第350話 | 2月27日 | 壁の中の赤い殺意                | 小夜福子、西田健、藤原釜足、小野川公三郎、佐野アツ子、入江正徳、坂本由英、小甲登枝恵、山口正一郎、植村由美、高野隆志、山口陽美、石井浩、鈴木典子 | 高久進     | 下村和夫                     |
| 第351話 | 3月6日  | 幽霊の指紋                      | 島かおり、蟹江敬三、三戸部スエ、川合伸旺、石井亜希子、平田守、天草四郎、辻伊万里、今西正男、徳弘夏生、五野上力、宍戸久一郎、武田博志、小山昌幸、立川良一、浦上嘉久 | 小松範任   | 小松範任                     |
| 第352話 | 3月13日 | 野良犬コロの殺人                | 北詰友樹、益田玲、小林稔侍、粟津號、川崎あかね、深見博、池田広法、大蔵晶、里木佐甫良、山浦栄、井村昂、小甲登枝恵、八百原寿子、武田博志、 木村栄、東郷明美、泉福之助、工藤光子 | 高久進     | 堀長文                       |
| 第353話 | 3月20日 | 白衣の天使連続殺人事件          | 新井康弘、三浦リカ、砂塚秀夫、八木昌子、大下哲矢、西本裕行、丸岡奨詞、辻輝彦、真田五郎、岸野一彦、松浪志保、山田光一、内藤路代、吉田由美子、明石憬子、長谷川広、六井ゆり、中林由利子、八百原寿子、清水睦代、杉山孝 | 高久進     | 山内柏                       |
| 第354話 | 3月27日 | 吾輩は人喰い猫である            | 沢井桃子、出光元、小鹿番、三角八郎、小池栄、庄司三郎、三重街恒二、団巌、武田博志、中村浩二、 竹内久美、坂本由英、マリス バートレット | 高久進     | 山口和彦、深作欣二           |
| 第355話 | 4月3日  | サヨナラGメン★75 また逢う日まで | 谷隼人、岡まゆみ、梅津栄、阿藤海、中田譲治、江角英、山本清、ナイジェル・リード、ジニー・バーマン、ゲダー・フィリップス、レイチェル・ シュゲット、ローラン・テセラ、ジャンルイ・バージュ、小寺大介、徳弘夏生、伊吹礼一、石田紀子、山浦栄、生江和夫、米森義美、隼田勇蔵、山口正一郎、佐々木修平、中丸忠雄 (役名はあるがクレジットされていない出演者)鈴木泰明、石井浩、木村栄、立川良一、リチャード スティール、酢屋愛、浦上嘉久、伊達弘 | 高久進     | 下村和夫、深作欣二、小松範任 |

## テーマ曲

### オープニングテーマ
- 『Gメン75のテーマ』(第1話 − 第226話、第232話 - 第306話[注 44])
  - 作曲・編曲：菊池俊輔 / 演奏：スーパー・オーケストラ (コロムビアレコード)
- 『Gメン'75のテーマ（新ヴァージョン）』(第229話 - 第231話)
  - 作曲・編曲：菊池俊輔 / 演奏：コロムビアオーケストラ / スキャット：川島和子 / コーラス：フィーリング・フリー & ロイヤル・ナイツ (コロムビアレコード)
- 『アゲイン〜黄金色の嵐』 (第307話、第308話)
  - 作曲：ピエール・ポルト / 編曲：ピエール・ポルト / 演奏：ピエール・ポルト・オーケストラ (ビクターレコード)
- 『アゲイン〜Again〜Mille Vagues D'or（インストゥルメンタル）』(第309話 − 第355話[注 45])
  - 作曲：ピエール・ポルト / 編曲：若草恵 / 演奏：コロムビアオーケストラ (コロムビアレコード)

### エンディングテーマ
放映当時、日本コロムビアではアニメソングもドラマの主題歌も同じ学芸部が担当していた。
- 『面影』(第1話 - 第58話、第175話 - 第204話[注 46][注 47])
  - 作詞: ：佐藤純弥 / 作曲・編曲：菊池俊輔 / 歌：しまざき由理 (コロムビアレコード)
- 『追想』(第59話 − 第144話[注 48])
  - 作詞：佐藤純弥 / 作曲・編曲：菊池俊輔 / 歌：しまざき由理 (コロムビアレコード)
- 『蜉蝣』(第94話、第214話)
  - 作詞：佐藤純弥 / 作曲・編曲：菊池俊輔 / 歌：范文雀 (第94話) 、夏木マリ (第214話) (コロムビアレコード[注 49])
- 『道』(第145話 − 第174話[注 50])
  - 作詞：佐藤純弥 / 作曲・編曲：菊池俊輔 / 歌：島かおり、コーラス：こおろぎ'73 (コロムビアレコード)
- 『漂泊』(第160話)
  - 作詞：佐藤純弥 / 作曲・編曲：菊池俊輔 / 歌：江波杏子 (コロムビアレコード)
- 『レクィエム』[注 51]（第205話 − 第235話[注 52]、第252話[注 53]）
  - 作詞：佐藤純弥 / 作曲・編曲：菊池俊輔 / 歌：ささきいさお (第205話 - 第229話)  、しまざき由理 (第230話 - 第233話、第235話) (コロムビアレコード)
- 『ウィング』(第234話、第236話 − 第248話)
  - 作詞：伊達歩 / 作曲：都倉俊一 / 編曲：萩田光雄 / 歌：夏木マリ (SONYレコード)
- 『遥かなる旅路〜WANDERING MAN〜』(第254話 − 第306話[注 54])
  - 作詞：竜真知子 / 作曲：ミッキー吉野 / 編曲：川上了 / 歌：ポプラ (コロムビアレコード)
- 『アゲイン〜Again〜Mille Vagues D'or』(第308話 − 第354話[注 55])
  - 作詞：佐藤純弥 / 作曲：ピエール・ポルト / 編曲：若草恵 / 歌：しまざき由理 (コロムビアレコード)

## スタッフ
- プロデューサー： 近藤照男、原弘男 (TBS) (第1話 - 第45話)、樋口祐三 (TBS) (第39話 - 第355話)
- プロデューサー補：小久保章一郎、中村泰明
- 構成： 深作欣二、佐藤純弥
- 脚本：高久進、池田雄一、西島大、小山内美江子、佐藤肇、新井光、押川国秋、酒井あきよし、永井達郎、鷹森立一、掛札昌裕、山村英司、内藤誠、小松範任、佐藤純弥、榎田安孝、石山昭信、高橋芳郎、吉田義昭、澤井信一郎
- 音楽：菊池俊輔 (第1話 - 第306話)、 ピエール・ポルト (第307話 - 第355話)、 義野裕明 (第308話 - 第355話)
- 選曲：武田正彦 (第1話 − 第54話)、山本逸美 (第55話 − 第355話)
- 撮影：下村和夫、吉田重業
- 撮影助手：松村文雄 (1978年 − 1979年)、石山信雄、林淳一郎、山本英夫、原田清一
- 照明：高橋弘、清水達乙、嶋田宣代土、秋田富士夫、高橋道夫
- 照明助手：岡本滝河、磯野雅宏、高椋康夫
- 制作助手：寺田真也、市村智保
- 制作担当：市倉正男、金子元昭
- 制作主任：隈部文康
- 録音：野口素寛、川田保、佐藤広文
- 美術：北川弘、川村晴通、金子元昭
- 助監督：長石多可男、蓑輪雅夫、原田昌樹、福島孔道
- 記録：古屋彰子、新藤響子、高崎文子、松丸春代
- 仕上制作：映広音響
- 整音：岩田広一
- 効果：原田千昭、稲田充甫
- 編集：飯塚勝、寺嵜孝
- 装置：協和美建
- 装飾：鈴木堅忍、岡本国昭、佐藤信夫　大晃商会
- 衣裳：古藤博、坂下英明、花淵良子、青木茂　東京衣裳
- 美粧：大屋優子、沢辺満代　入江美粧
- 現像：東映化学
- 制作主任：林実、末永和雄、市川一義
- 製作デスク：川原一哲、新井英夫、末永和雄
- 制作担当：加藤直三、岩田広一、金子元昭
- 番組宣伝 (TBS)：寺崎隆、野水作和子
- スチール (TBS)：森本佳秀
- 製作： 東映・TBS (第1話 -第354話)、近藤照男プロダクション・TBS (製作協力・東映) (第355話)
- 衣裳：東京衣装、タイムリー紳士服、マックレガー、レディスサロン 高野峯子、サンモトヤマ、ホウトク、サレーヌ 佐橋よしこ、大塚製靴、McGREGOR、yヨシブン、pプリンセス、MOGA、(株)ホウトク
- 撮影協力：SASスカンジナビア航空、コンパスクラブツアー 日新航空、ホテルニッコー・ド・パリ、TOURS JAPAN LDO
- 監督：下村和夫、深作欣二、佐藤純弥、小松範任、山内柏、堀長文、山口和雄、小西通雄、鷹森立一

## 放送局
- JNN各局（同時ネット、福島テレビと長崎放送を除く23局）
  - 福島テレビ（放送当時TBS系列・フジテレビ系列のクロスネット局）：毎週日曜16:30 - 17:25（遅れネット）
    - 放送当時の土曜21時枠は自主編成枠（「うすい土曜劇場」）となっていたため[26][注 56]

  - 長崎放送：毎週土曜15:00 - 15:55（1979年6月の時点、遅れネット、途中打ち切り）
    - 放送当時の土曜21時枠は日本テレビ系列のネット枠（「土曜グランド劇場」）となっていたため[27][注 57]。
- 他系列局
  - 北日本放送（日本テレビ系列、遅れネット）[28]
  - 福井放送（放送当時日本テレビ系列単独加盟、遅れネット）
    - 毎週日曜22:30 - 23:25（1975年12月の時点）[29]→ 毎週土曜23:50 - 翌日日曜0:45（1980年8月の時点）[30][31]

  - 南海放送（日本テレビ系列）：毎週木曜22:00 - 22:55（1978年9月時点[32]）→ 毎週月曜22:00 - 22:55（1980年4月時点[33]、遅れネット）
- CS ファミリー劇場：再放送
  - ファミリー劇場では、「Gメン'75」の放送権を番組製作を行った東映から購入しているため、近藤照男プロダクションが製作した第355話（最終回）は長らく放送できない状態になっていた。ゆえにファミリー劇場では第354話を最終回としていたが、2009年10月に第355話（最終回）も放送された。
- 海外（アジア圏）でも放映された（香港・台湾など中国語圏での番組名は『猛龍特警隊』）。
  - 特に香港では、物語のロケ地としてたびたび登場するため放送当時人気も非常に高く、ロケ地に現地ファンが数多く訪れ撮影が中断することもしばしばあった。
- 東映チャンネル：再放送
  - 東映チャンネルでは2021年12月23日より4KネガスキャンHDリマスター版による放送開始（全355話・途中中断あり）に伴い、同年12月5日第1話、2024年2月4日第151話（放送再開）を無料放送[34] [35][36]。2021年12月23日から2023年5月25日の間に第1話から第150話を、2024年2月8日から第151話から再放送が行われている。

### 視聴率
- 最高視聴率：32.2%（第140話「十五年前の遺留指紋」（1978年1月28日放映））

ビデオリサーチ調べ、関東地区。

## DVD

### FOREVER BOX
2004年3月21日発売。
| 話数 | サブタイトル                       | 脚本            | 監督     |
| ---- | ---------------------------------- | --------------- | -------- |
| 1    | エアポート捜査線                   | 高久進          | 鷹森立一 |
| 33   | 1月3日 関屋警部補・殉職            | 高久進          | 鷹森立一 |
| 103  | また逢う日まで響圭子刑事           | 池田雄一        | 鷹森立一 |
| 104  | 77.5.14 津坂刑事殉職               | 高久進          | 山内柏   |
| 105  | 香港－マカオ 警官ギャング          | 高久進          | 鷹森立一 |
| 201  | Gメン対香港カラテ軍団              | 高久進          | 小松範任 |
| 202  | Gメン対香港カラテ軍団PART2         | 高久進          | 小松範任 |
| 203  | また逢う日まで速水涼子刑事         | 高久進          | 鷹森立一 |
| 205  | 新Gメン対ニセ白バイ警官            | 高久進          | 鷹森立一 |
| 227  | Gメン対香港の人喰い虎              | 掛札昌裕 高久進 | 山口和彦 |
| 228  | Gメン対香港の人喰い虎PART2         | 掛札昌裕 高久進 | 山口和彦 |
| 253  | 白バイに乗った暗殺者たち           | 高久進          | 山口和彦 |
| 306  | サヨナラGメンの若き獅子たち！      | 高久進          | 小西通雄 |
| 307  | 新・Gメンの罠はヌード金髪死体      | 高久進          | 小松範任 |
| 308  | 新・Gメンの罠はヌード金髪死体PART2 | 高久進          | 小松範任 |
| 331  | 新GメンVSニセ白バイ軍団            | 高久進          | 小松範任 |

### BEST SELECT BOX
同年11月21日発売。
| 話数 | サブタイトル               | 脚本          | 監督     |
| ---- | -------------------------- | ------------- | -------- |
| 2    | 散歩する囚人護送車         | 小山内美江子  | 山口和彦 |
| 4    | 殺し屋刑事                 | 高久進        | 鷹森立一 |
| 9    | ニセ関屋警部補             | 高久進        | 山内柏   |
| 47   | 終バスの女子高校生殺人事件 | 西島大        | 鷹森立一 |
| 59   | 東京－沖縄 縦断捜査線      | 高久進        | 鷹森立一 |
| 60   | 暑い南の島 沖縄の幽霊      | 高久進        | 鷹森立一 |
| 61   | 沖縄に響く痛恨の銃声       | 高久進        | 鷹森立一 |
| 82   | 刑法240条 強盗殺人罪       | 高久進        | 佐藤純弥 |
| 86   | パリ警視庁の五百円紙幣     | 高久進 西島大 | 鷹森立一 |
| 87   | 冬のパリの殺し屋           | 高久進 西島大 | 鷹森立一 |
| 88   | パリ－紺碧海岸 縦断捜査    | 高久進 西島大 | 鷹森立一 |
| 93   | 29の死神の手紙             | 池田雄一      | 山内柏   |
| 175  | 香港カラテ対Gメン          | 高久進        | 山内柏   |
| 176  | 香港カラテ対GメンPART2     | 高久進        | 山内柏   |
| 204  | ミスター・ブー殺人事件     | 池田雄一      | 山内柏   |
| 254  | 警視庁の女スパイ           | 高久進        | 山口和彦 |

### BEST SELECT BOX 女Gメン編
2005年5月21日発売。
| 話数 | サブタイトル                  | 脚本                 | 監督     |
| ---- | ----------------------------- | -------------------- | -------- |
| 23   | 車椅子の女刑事                | 池田雄一             | 鷹森立一 |
| 36   | 女刑事を襲った男              | 西島大               | 鷹森立一 |
| 92   | 女の留置場                    | 池田雄一             | 山内柏   |
| 106  | 女刑事殺人第一課              | 西島大 高久進        | 鷹森立一 |
| 129  | 警察犬と女刑事                | 池田雄一             | 山内柏   |
| 154  | 女刑事 初めての体験           | 高久進 永井達郎      | 鷹森立一 |
| 163  | 首のない女の人形              | 高久進               | 鷹森立一 |
| 231  | 危機一髪!車椅子の女刑事       | 池田雄一             | 山内柏   |
| 261  | 初夏の夜 女の部屋に忍ぶコソ泥 | 高久進               | 鷹森立一 |
| 263  | 痴漢のアリバイ                | 西島大               | 鷹森立一 |
| 272  | 東京－神戸電話殺人            | 池田雄一             | 鷹森立一 |
| 279  | FBIから来た女刑事             | 高久進               | 鷹森立一 |
| 280  | パリから来た車椅子の女刑事    | 高久進               | 山口和彦 |
| 288  | 唇を奪われた女刑事            | 西島大 内藤誠 高久進 | 鷹森立一 |
| 289  | 裸の女囚たち                  | 山村英司 小松範任    | 鷹森立一 |
| 344  | 真夜中の眼                    | 澤井信一郎           | 下村和夫 |

### DVD-COLLECTION 1
2009年1月21日発売。
| 話数 | サブタイトル                     | 脚本            | 監督     | 人気投票順位 |
| ---- | -------------------------------- | --------------- | -------- | ------------ |
| 3    | 警官殺し!                        | 高久進          | 小西通雄 | 26位         |
| 17   | 死刑実験室                       | 池田雄一        | 小西通雄 | 11位         |
| 20   | 背番号3長嶋対Gメン               | 池田雄一        | 深作欣二 | 1位          |
| 32   | 死んだはずの女                   | 池田雄一        | 小西通雄 | 6位          |
| 126  | 南シナ海の殺し屋                 | 高久進 西島大   | 鷹森立一 | 10位         |
| 127  | マカオの殺し屋                   | 高久進 西島大   | 鷹森立一 | 9位          |
| 179  | 警察署長室ジャック               | 高久進          | 小松範任 | 28位         |
| 218  | 梟の森 みな殺しの夜              | 高久進          | 鷹森立一 | 21位         |
| 222  | 大暴走!バスジャック              | 高久進 永井達郎 | 山口和彦 | 24位         |
| 223  | バスジャック対四人の狙撃者       | 高久進 永井達郎 | 山口和彦 | 37位         |
| 240  | ’80新春おせち料理殺人事件        | 高久進          | 鷹森立一 | 29位         |
| 267  | Gメン対世界最強の香港カラテ      | 高久進          | 鷹森立一 | 5位          |
| 268  | Gメン対世界最強の香港カラテPART2 | 高久進          | 鷹森立一 | 11位         |
| 297  | ラッシュアワーに動く指           | 高久進          | 瀬川昌治 | 25位         |
| 319  | 香港カラテ対北京原人             | 高久進          | 山口和彦 | 31位         |
| 320  | 香港カラテ対北京原人PART2        | 高久進          | 山口和彦 | 32位         |

### DVD-COLLECTION 2
2009年6月21日発売。
| 話数 | サブタイトル               | 脚本                   | 監督     | 人気投票順位 |
| ---- | -------------------------- | ---------------------- | -------- | ------------ |
| 5    | 純金の死体                 | 池田雄一               | 村山新治 | 17位         |
| 13   | バスストップ               | 高久進                 | 鷹森立一 | 3位          |
| 16   | Gメン皆殺しの予告          | 池田雄一               | 深作欣二 | 16位         |
| 49   | 土曜日21時のトリック       | 池田雄一               | 佐藤純弥 | 18位         |
| 56   | 魚の目の恐怖               | 池田雄一               | 鷹森立一 | 14位         |
| 85   | '77元旦 デカ部屋ぶっ飛ぶ!  | 高久進 池田雄一 西島大 | 深作欣二 | 21位         |
| 132  | Gメン恐怖の四日間          | 高久進                 | 鷹森立一 | 22位         |
| 133  | 死体の首を折る男           | 高久進                 | 鷹森立一 | -            |
| 193  | 網走刑務所 吹雪の大脱走    | 池田雄一               | 山口和彦 | 19位         |
| 194  | 銀嶺を行く網走脱獄囚       | 池田雄一               | 山口和彦 | 17位         |
| 276  | 夜囁く女の骸骨             | 高久進                 | 小松範任 | 13位         |
| 292  | 香港の女カラテ対Gメン      | 高久進                 | 山口和彦 | 4位          |
| 293  | 香港の女カラテ対GメンPART2 | 高久進                 | 山口和彦 | 7位          |
| 294  | 香港の女カラテ対GメンPART3 | 高久進                 | 山口和彦 | 8位          |
| 300  | 盗まれた女たち             | 佐藤純弥               | 山口和彦 | 15位         |
| 301  | 盗まれた女たちPART2        | 佐藤純弥               | 山口和彦 | -            |

### Gメン'82　DVDBOX
2009年2月18日発売。
| 話数 | サブタイトル                    | 脚本   | 監督                                       | 人気投票順位 |
| ---- | ------------------------------- | ------ | ------------------------------------------ | ------------ |
| 355  | サヨナラGメン'75 また逢う日まで | 高久進 | 下村和夫 深作欣二 佐藤純弥 小松範任 山内柏 | 2位          |

### Gメン'75 SELECTION一挙見Blu-ray
2020年11月11日発売(全5巻)。
第355話を除くソフト化作品全80話(2020年現在)を5巻に分けて全て収録した廉価版Blu-ray。

### Gメン'75 DVDコレクション
オリジナルフィルムからデジタルリマスターした初のDVD化作品274話分を含め全355話を完全収録。全355話を毎号3話ずつ収録した隔週刊行のDVDマガジン。
2021年5月18日創刊。2025年11月25日発売予定の119号で完結の予定。
発行デアゴスティーニ・ジャパン。

## ネット配信
- 東映オンデマンド（Amazon Prime Video）：2023年4月1日 - （1ヵ月10話毎追加）
- 東映シアターオンライン（YouTube）：2023年4月1日 - （第1話と第2話は常時配信）

## その他
1979年1月27日、第192話は、銀行強盗をテーマにした話「土曜日にネズミを殺せ!」を放送する予定であったが、前日に大阪市住吉区の三菱銀行北畠支店（現・三菱UFJ銀行北畠支店）で猟銃立てこもり事件（三菱銀行人質事件）が発生したため、急遽放送を休止し、同事件の報道特別番組（毎日放送制作）に差し替え、翌週の放送は第192話として「バラバラ殺人事件」に変更、「土曜日にネズミを殺せ!」は日を改めて、同年3月24日に第199話として放送された。
第273話「怪談・死霊の棲む家」は、津本陽の短編小説集『南海綺譚』に収録されている『魔物の時間』を原作としている。これは黒谷町シリーズの1作目であるが、シリーズはその後人気を博し、Gメン'82を含め全11作品を数えることになる。
原田の番組降板の理由は、原田自身によれば第5話撮影中の事故による腱鞘炎治療のためとしている。一方共演者の夏木陽介によれば、原田は藤田美保子よりアップが少ないことに不満を持っており、相談を受けた夏木が、近藤照男プロデューサーに直接話したらと答え、実際にそうしたところ、アップが増えるどころか「文句がある奴は要らない」と言ってすぐにクビになってしまったためとしている。他に、前述のとおり当番組は当初、短期間での終了が予定されており、延長決定後に原田との出演契約を結んでいなかった可能性もある。なお、藤木悠もある回での演技のことを巡って近藤と口論になり、夏木自身も後年ニューカレドニアロケ（213話・214話・219話）でのプライベートの席で近藤と口論になり最終的に降板話撮影も辞退し番組を降りたと明かしている。
原田演じる関屋警部補の後釜には、後に『特捜最前線』の紅林刑事役でレギュラーとなる横光克彦が予定されており、オープニング・エンディング用の映像も撮っていたが、直前になって取り止めとなった。これは、そのオープニングシーンの撮影時とは別のネクタイを締めて撮影現場に現れた横光に近藤プロデューサーが憤慨したことが理由で、ネクタイ事件と呼ばれているという。これによりメンバーが6人になったため、105話に若林が加入するまで、オープニング・エンディング映像は丹波が中心にならずバランスが悪かった。なお、Gメンを遅れネットしていた福島テレビが1983年に発行した『福島テレビ20年史』における当番組の写真は、横光が丹波や夏木らGメン一同と共に横に並んでいる写真が使用されている。
古田刑事を演じる谷村昌彦は、シリーズを通してGメン役、Ｇメンに所属しない刑事役、犯人役、被害者役のすべてを演じある意味唯一グランドスラムを達成した。
海外ロケの際には、深作欣二、佐藤純彌　監督・スタッフ陣もエキストラとして出演していたことがあった。これについて丹波は「深作は演技が一番下手だったな」と述懐している。
風間刑事を演じる藤川清彦の息子でUUUM所属のYouTuberのぎこちゃんは「Gメンの息子なのでGこ(ぎこ)ちゃん」だとしている。

## 使用していた車両
番組スポンサーにトヨタ自動車が含まれていたことから、番組に使われる劇用車には基本的にトヨタのクラウン、ソアラ、マークII、クレスタ、チェイサー、セリカXX、コロナなどが用いられた（後継番組のザ・サスペンスやGメン'82も同様）。

## Gメン'82
『Gメン'75』終了の半年後、放送枠を土曜夜9時から日曜夜8時に移した続編。全17話。
前作のメインメンバーに篠田三郎、清水健太郎、三浦浩一の若手刑事を加えた編成となっていたが、清水は本作終了直後の1983年に大麻取締法違反で現行犯逮捕されている。
詳しくは「Gメン'82」を参照。

## Gメン'93春 第一級殺人の女

### 内容
警視庁幹部として本庁に籍を置く黒木警視正。秘書役に江藤香子警部補。退職目前の古田刑事を慰労するためキャップ・唐沢警部以下Gメン全員でハワイへ向かった。ハワイ島で唐沢は、失踪した妻・冴子の姿を目撃する。そんなとき、Gメン一行が宿泊する豪華リゾートホテル内で殺人事件が発生した。

### ポイント
Gメンを名乗っているがかつてのGメンシリーズとは異なり、近藤照男プロデューサー制作の職業ドラマ「HOTEL」と2時間ドラマ「ロス警察シリーズ」を融合させたような作風であった。プロットはGメン’75第80話「暗闇の密室殺人」を流用。ロス疑惑事件で有名になったジミー佐古田がハワイ州警察捜査官役でゲスト出演していた。オープニングやエンディングには滑走路を歩くおなじみのタイトルバックもなく、音楽も劇伴も全く新しいものに変更されていた。唯一、Gメン’75シリーズの名残が感じられるのは、黒いソフト帽に黒スーツ姿の黒木警視正登場シーンのみ。フィルム撮影ではなくビデオ撮影であった。ロケ地は、アメリカ合衆国ハワイ州オアフ島、ハワイ島であるが、ドラマ展開の大半が豪華ホテル内での出来事を描写していた。

### キャスト
- 黒木警視正：丹波哲郎
- 唐沢警部：中村雅俊
- 江藤香子警部補：夏木マリ
- 寺岡部長刑事：角野卓造
- 橋口刑事：哀川翔
- 古田刑事：名古屋章
- 高木彩子巡査：田中美奈子

### ゲスト出演
- 中川民子：一色彩子
- 松野：仲恭司
- 唐沢冴子：岡本舞
- 寺岡アキコ：松尾晶代
- 寺岡久美子：中嶋真希
- Lynne Halevl
- Robert P.Hickcox
- Henry Hickman
- Charles Adams
- Whitney Jenkins
- John Leith
- Wayne Mitsunaga
- Shwna Ven Tatenhoven
- Joe Goldscharek
- Nicky Ferrari
- Terry Jenkins
- Darren Westphal
- Hana Saito
- Takao Uno
- Gary Garcia
- Lynnie
- Bill Lebus
- Bill Fennie

### スタッフ
- 脚本：池田雄一
- 監督：佐藤純彌
- プロデューサー：近藤照男、宇野隆夫、内野建、田代秀樹
- プロデューサー補：多賀さつき、高橋都
- 撮影：下村和夫、臼木敏博
- 照明∶本田純一、稲嶺司
- 美術∶金子元昭、高桑道明
- 助監督∶鳥井邦男、東伸児
- 音楽：義野裕明
- 選曲∶山本逸美
- 製作協力：東映
- 製作：近藤照男プロダクション・TBS

## Gメン'75スペシャル 帰って来た若獅子たち

### 内容
『変装の達人!警部・鬼沢平吉のファイルE』（それぞれに特技を持ちながらもミスを犯し警察の落ちこぼれとなった刑事を集めた、黒木警察庁長官直属の捜査班が舞台）の続編で、捜査班の名称を「Gメン」に変えて制作したもの。『Gメン'75』の本放送当時の雰囲気に極力近づける配慮がなされている。
特別捜査室の刑事と骨髄移植のドナーである犯人の逃走劇の最中、彼らを射殺せんとする県警本部の黒い影が浮き彫りとなる。

### ポイント
名テーマ曲「Gメン’75のテーマ」（作曲：菊池俊輔）と滑走路を横並びで歩くオープニングとエンディングタイトルバックが復活。エンディングテーマは「面影」が採用され、水森かおりが歌っている。劇伴も菊池俊輔バージョンのものをアレンジして使用。フィルム撮影ではなくビデオ撮影。山岳地帯と渓谷を舞台にヘリコプターを駆使したアクション編に仕上がっている。作品のプロットはGメン’75第46話「白バイ警官連続射殺事件」をベースに、手錠のままの脱走シーンは第二話「散歩する囚人護送車」、第194話「銀嶺を行く網走脱獄囚」のシーンを再現している。キャップ・鬼沢警部の荒唐無稽な変装シーンや結城警部補の特技のトランプ投げは、Gメン’75というよりは近藤照男の出世作「キイハンター」のイメージである。作品の根底に流れる警察内部の黒い影を暴くテーマは往年のGメン’75のテイストを踏襲していた。

### キャスト
- 黒木警察庁長官：丹波哲郎
- 鬼沢平吉警部：小林稔侍
- 結城肇警部補：京本政樹
- 小森四郎刑事：春田純一
- 白川達也刑事：赤坂晃
- 高木圭子刑事：斎藤陽子

### ゲスト出演
- 碓井猛：今井雅之
- 広瀬乃理子：山口いづみ
- 小田嶋本部長：平泉成
- 北村巡査部長：亀山忍
- 友田和彦：黒田アーサー
- 所轄署署長：出光元
- 友里千賀子
- 岡本美登
- 益田てつ
- 羽村英
- 清水武子
- 備瀬貴之
- 中島玲奈
- ジャパンアクションクラブ
- タカハシレージング
- 梅津栄
- 山本緑
- 近江七恵

### スタッフ
- 脚本：横田与志
- 撮影：佐多賀剛、宮本亘
- 監督：山口和彦
- プロデューサー：近藤照男、斉藤勢津子、堀長文
- プロデューサー補：多賀さつき
- 照明：本田純一、福田真、堤義典、速川英明
- 録音：谷村彰治、舛森強、赤沢靖大
- スクリプター：高橋久美子
- VE：石川友一
- CA：米良浩一
- 編集：河原弘志
- VTR編集：石川高史
- 効果：原田千昭
- 整音選曲：山本逸美
- 装飾：大晃商会 高桑道明、尾関広臣、樺沢幸子
- 美粧：入江美粧 入江荘一、入江正幸
- 衣装：東京衣装 山田夏子
- 助監督：金佑彦、小波津靖、大石健太郎
- 製作主任：赤坂幸隆、根津文紀
- 製作担当：鈴木勝政
- 番組宣伝：反町浩之
- スチール：加藤徹、阿部昌之
- 擬闘：山岡淳二
- 特殊メイク製作：江川悦子、寺田まゆみ、神田文裕
- 音楽：菊池俊輔、義野裕明
- ナレーター：槙大輔
- 劇伴編曲：義野裕明
- 衣装協力 ：ミズワン、flg co LTD、LANCEL、サンローズ、アブロード
- 美術協力：SHOEI、テルモ株式会社、日本光電、フクダ電子株式会社、Vertex Standard
- 技術協力：映広
- 製作：近藤照男プロダクション・TBS
- 撮影協力
  - さがみ湖ピクニックランド
  - 東放学園専門学校
  - 社団法人静岡県航空協会

## Gメン'75スペシャル東京・北海道トリック殺人事件

### 内容
前作の続編であり、『Gメン'75』の本放送当時の雰囲気にさらに近づく内容になった。北海道でロケーションが行われ、当時営業休止にて閉鎖中だったザ・ウィンザーホテル洞爺が舞台となった。
肉親の遺骨を北海道の地に埋葬するため、南米某国・ペリビア共和国から来日した黒木警察庁長官の旧友の命を狙うテロリストと特別捜査室との死闘がメイン。

### ポイント
前作同様、おなじみのテーマ曲、OP・EDタイトルバック、アイキャッチ、劇伴音楽が再現されている。劇伴音楽は「Gメン’75ミュージックファイル」（VAP）に収録されている当時の音源を交えていた。そして今回は、往年の作品テイストのもう一つの特徴である「スケールの大きい国際規模の犯罪」が再現されている。特筆すべき点は、黒木警察庁長官（丹波哲郎）とペリビア共和国大統領顧問・カルロス寺島が17年前、国際警察本部でともに麻薬組織を追ったという点。Gメン’75続編である「Gメン'82」（1983年3月13日終了）の最終回、全員でパリのインターポール本部（国際刑事警察機構）へ派遣されたと締めくくられているラストを継承している点である。

### キャスト
- 黒木警察庁長官：丹波哲郎
- 鬼沢平吉警部：小林稔侍
- 結城肇警部補：京本政樹
- 白川達也刑事：赤坂晃
- 碓井猛刑事：今井雅之
- 小森四郎刑事：春田純一
- 高木圭子刑事：斎藤陽子

### ゲスト出演
- カルロス寺島： 竜雷太
- 八代信子：平淑恵
- 八代剛：岡本健一
- CLEMENT LAMOTTE
- VALERIY PRIBYFOF
- アニタ・モレノ：小野花雅里
- 横山一敏
- ロドリゲス：GERALDO RIBEIRO
- ANDRES MORONI
- RAYMOND MORENO
- 加門良
- 添田園子
- 石田哲也
- 鈴木信明
- 菊池隆志
- 佐藤賢一
- ジャパンアクションクラブ
- 芸優

### スタッフ
- 脚本・監督：佐藤純彌
- 撮影：中川健一、佐多賀剛
- プロデューサー：近藤照男、斉藤勢津子
- プロデューサー補：多賀さつき
- 照明：才木勝、三田村拓、森下信也、飯村浩史
- 録音：井家眞紀夫、廣川英治、今福武志
- 記録：今井文子
- VE：飯田敦
- CA：堀口昌幸
- 編集：河原弘司
- VTR編集：石川高史、四元宣成
- 効果：原田千昭
- 整音選曲：山本逸美、得居正昭
- 装飾：大晃商会 高桑道明、柴田礼美
- 美粧：入江美粧 入江荘二、入江正幸
- 衣装：東京衣装 山田夏子
- 助監督：寺山彰夫、真砂野浩、躰中洋蔵
- 製作主任：林みのる、守田健二、柳沢英智
- 製作担当：鈴木勝政
- 番組宣伝：反町浩之(TBS)
- スチール：渡辺富雄、高岩震
- 特効：ライズ
- 技斗：山岡淳二
- 音楽：菊池俊輔、義野裕明
- 劇伴編曲：義野裕明
- 衣装協力
  - Pantelleria
  - フーフォレー
  - アブロード
  - LA ONDA
  - GT HAWKINS
  - SCOOP MAN
  - ローレライ
  - RIO CIEF SO
  - トリコッティ・トリコッタ
- 技術協力：映広
- 美術協力 
  - COMPAQ
  - Vertex Standard株式会社ハーテックス・スタンダード
  - ツインバード工業株式会社
- 撮影協力
  - ヒルトン東京ベイ
  - 東京ドームホテル
  - HITACHI
  - MAZDA北海道マツダ販売
  - マツダレンタカー
  - ザ・ウィンザーホテル洞爺
- 製作：近藤照男プロダクション・TBS

## 関連番組
単発の関連番組として高嶋政伸主演の『五つの顔の変装刑事・右京警部補ファイルE』、小林稔侍主演の『変装の達人!警部・鬼沢平吉のファイルE』、坂口良子主演の『軽井沢夫人』がある。いずれも警察庁長官にまで登りつめた丹波扮する黒木が出演している。